# Gustl Mollath

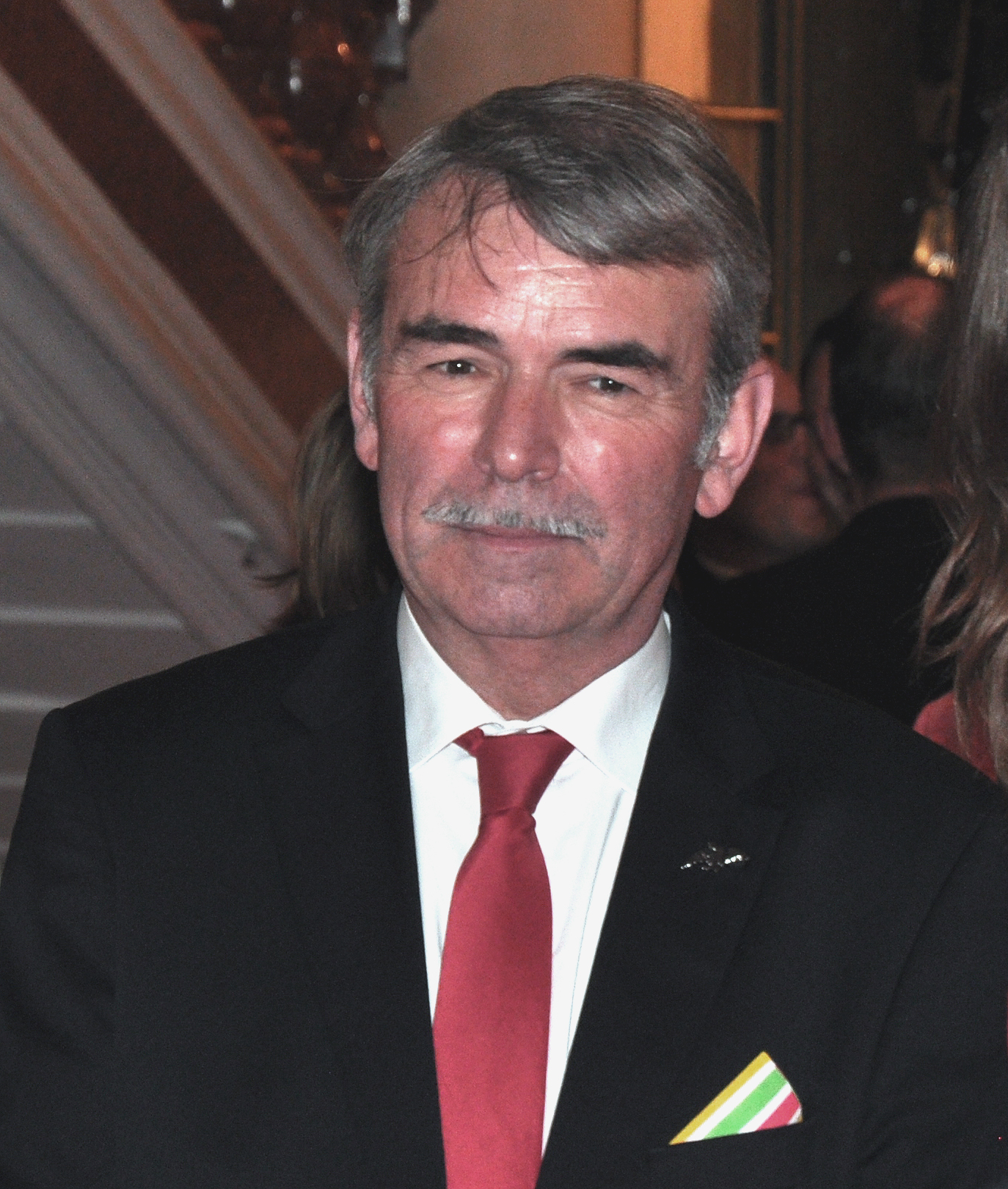
Gustl Mollath, 2015

Gustl Ferdinand Mollath (* 7. November 1956 in Nürnberg) ist ein Opfer der bayerischen Justiz. Er wurde 2006 wegen mehrerer ihm angelasteter Delikte und gleichzeitiger, durch Gutachter festgestellter Schuldunfähigkeit gerichtlich in den psychiatrischen Maßregelvollzug eingewiesen. Nachdem mehrere Instanzen über fünf Jahre diese Einweisung bestätigt hatten, kamen 2011 massive Zweifel an den Vorwürfen gegen Mollath und der Rechtsstaatlichkeit des Verfahrens auf. Nach einem erfolgreichen Wiederaufnahmeverfahren wurde Mollath im Jahr 2014 in einer neuen Hauptverhandlung wiederum freigesprochen, diesmal aber festgestellt, dass die Voraussetzungen für eine Unterbringung (zum Zeitpunkt der neuen Hauptverhandlung) nicht vorlagen.
Die Öffentlichkeit diskutierte den Fall kontrovers, da neben den unmittelbaren Tatvorwürfen gegen Gustl Mollath unter anderem auch der Vorwurf von Schwarzgeldgeschäften gegen Mitarbeiter der heutigen Unicredit Bank, der Verdacht gegen seine Ehefrau, ihn falsch beschuldigt zu haben, sowie schwere Vorwürfe gegen Politik, Justiz und Gerichtsgutachter laut wurden. Es gab eine allgemeine Diskussion über die Unterbringung in psychiatrischen Kliniken. Eine Gesetzesänderung von 2016, die die Rechte gerichtlich in die Psychiatrie Eingewiesener  verbesserte, sahen manche als Reaktion auf den Fall.
Da die Justiz die Schwarzgeldvorwürfe nie umfassend untersuchte, gab es außerdem Spekulationen, Mollath sei Opfer einer Intrige zur Vertuschung dieser Vorgänge geworden – insbesondere seit ein 2012 öffentlich gewordener Revisionsbericht der Bank Unregelmäßigkeiten feststellte, die Mollaths Vorwürfe bestätigten, soweit sie nachprüfbar waren.
2018 erhob Mollath Schadenersatzforderungen gegen den Freistaat Bayern, die im November 2019 in einem Vergleich zu einer Entschädigung von zusätzlich 600.000 Euro zu einem bereits zuvor erhaltenen Betrag von 70.000 Euro führte.

## Leben
Mollath besuchte die Nürnberger Waldorfschule und schloss seinen Bildungsweg 1976 an der Hiberniaschule in Herne mit Fachhochschulreife und Gesellenbrief ab. Anschließend begann er ein Maschinenbaustudium, das er abbrach. 1981 arbeitete er für rund zwei Jahre im Bereich Controlling bei MAN und gründete danach die Kfz-Werkstatt Augusto M, die auf Reifenhandel, Tuning und Restaurierung von Oldtimern spezialisiert war.
1978 lernte Mollath seine Frau Petra (1960–2017) kennen. Sie arbeitete von 1990 an als Vermögensberaterin, zuletzt für die Bayerische Hypo- und Vereinsbank Aktiengesellschaft. Die beiden heirateten 1991. Nach Angaben der Ehefrau kam es im August 2001 in der gemeinsamen Wohnung zu einer tätlichen Auseinandersetzung mit Körperverletzung. 2002 zog sie aus, 2004 erfolgte die Scheidung.

## Überblick über das Verfahren
Insgesamt sind drei Verfahrenskomplexe zu unterscheiden:
1. Ausgangsverfahren vor dem AG Nürnberg (41 Ds 802 Js 4743/03) bzw. dem LG Nürnberg-Fürth (2003–2006; 7 KLs 802 Js 4743/03[9])
mit Revision zum BGH (2007; 1 StR 6/07)
2. Verfahren vor der Strafvollstreckungskammer des LG Bayreuth (2009–2013; StVK 551/09)
mit Beschwerden zum OLG Bamberg (2011–2014; 1 Ws 420/13, 1 Ws 519/12, 1 Ws 337/11)
und Verfassungsbeschwerde zum BVerfG (2012–2013; 2 BvR 371/12)
3. Wiederaufnahmeverfahren vor der 7. Strafkammer des LG Regensburg (2011–2013; 7 KLs 151 Js 4111/13 WA, 7 Kls 151 Js 22423/12 WA, 7 KLs 112 Js 24210/11 WA)
mit Beschwerde zum OLG Nürnberg (2013; 1 Ws 354/13);
Wiederaufnahmeverfahren vor der 6. Strafkammer des LG Regensburg (2013–2014; 6 KLs 151 Js 4111/13 WA), erfolgreich
mit Revision zum BGH (2015; 1 StR 56/15)

## Verfahren bis 2011

### Strafverfahren
Im November 2002 erstattete die ehemalige Ehefrau von Gustl Mollath Strafanzeige gegen ihn. Zu diesem Zeitpunkt war sie bereits aus der gemeinsamen Wohnung ausgezogen. Die entsprechende Anklage der Staatsanwaltschaft Nürnberg-Fürth ging beim Amtsgericht Nürnberg am 2. Juni 2003 ein. Sie umfasste eine gefährliche Körperverletzung wegen mehrfachen Schlägen, Tritten, Bissen und Würgen bis zur Bewusstlosigkeit gegen seine damalige Ehefrau am 12. August 2001. Außerdem wurde ihm eine Freiheitsberaubung seiner damaligen Ehefrau am 31. Mai 2002 vorgeworfen, indem er sie in einem Zimmer der ehemaligen gemeinsamen Wohnung für 1,5 Stunden eingesperrt haben soll. Die Anklage wurde im Oktober 2005 durch die Staatsanwaltschaft wegen mehrfachen Sachbeschädigungen im Zeitraum zwischen dem 31. Dezember 2004 und dem 1. Februar 2005 erweitert, mit dem Vorwurf, dass Mollath Autos von Personen beschädigt haben soll, die an der Scheidung von seiner damaligen Ehefrau beteiligt gewesen sein sollten.
In der ersten Hauptverhandlung hatte das Amtsgericht Nürnberg Zweifel an der Schuldfähigkeit des Angeklagten Mollath. Deswegen wurde zunächst ein entsprechendes psychologisches Gutachten in Auftrag gegeben. Mollath erschien allerdings zu keinem Begutachtungstermin. Für eine zwangsweise Durchführung einer Begutachtung wurde eine zeitweise Unterbringung zunächst im Klinikum am Europakanal in Erlangen und dann, wegen Befangenheit des Gutachters, im Bezirkskrankenhaus Bayreuth angeordnet. Die Beschwerden von Gustl Mollath dagegen blieben ohne Erfolg. Im Bezirkskrankenhaus Bayreuth fertigte der Chefarzt der Klinik für forensische Psychiatrie, Klaus Leipziger, das Gutachten vom 25. Juli 2005, welches Mollath die Entwicklung eines paranoiden Gedankensystems attestierte. Da mit diesem Gutachten eine Unterbringung in einem psychiatrischen Krankenhaus nach § 63 StGB als mögliche Folge des Strafverfahrens in Betracht kam, verwies das Amtsgericht, das nach § 24 GVG keine Unterbringung anordnen kann, das Verfahren an das Landgericht Nürnberg-Fürth. Daraufhin ordnete das Landgericht Nürnberg-Fürth eine vorläufige Unterbringung nach § 126a StPO an, da es davon ausging, dass es im Urteil eine entsprechende Unterbringung aussprechen müsste und bis dahin Mollath eine Gefahr für die öffentliche Sicherheit darstellte. Am 27. Februar 2006 wurde Mollath festgenommen und in der Psychiatrie untergebracht.
Das Landgericht Nürnberg-Fürth sah die angeklagten Taten letztendlich als erwiesen an. Jedoch wurde Mollath freigesprochen, da das Gericht die fehlende Schuldfähigkeit nach § 20 StGB feststellte. Gleichzeitig ordnete es wegen der von Mollath ausgehenden Gefährdung der Allgemeinheit die Unterbringung in einem psychiatrischen Krankenhaus nach § 63 StGB an. Die Gerichtsentscheidung stützte sich dabei auf das psychologische Gutachten von Leipziger. Da Gustl Mollath ein Gespräch verweigert hatte, beruhte das Gutachten auf Beobachtungen im Krankenhaus und der Aktenlage. Das Gericht ging auf Grundlage des Gutachtens von einer wahnhaften psychischen Störung oder paranoiden Schizophrenie aus und rechnete damit, dass Mollath auch in Zukunft rechtswidrige Taten begehen würde. Das paranoide Denken soll sich um „Schwarzgeldkreise“ aus dem Geschäftsfeld seiner ehemaligen Ehefrau gedreht haben.
Die Revision von Gustl Mollath verwarf der Bundesgerichtshof als offensichtlich unbegründet.
Während der zwangsweisen Unterbringung wurden weitere psychologische Gutachten eingeholt, um zu prüfen, ob die Voraussetzungen dafür weiterhin bestünden und diese fortgesetzt werden dürften. Dabei gingen die Gutachter von einem krankhaften Wahn des Gustl Mollath aus, so dass der Vollzug der Unterbringung aufrechterhalten wurde.

### Betreuungsverfahren
Herr Leipziger regte im April 2006, als Gustl Mollath vorläufig untergebracht war, an, eine Betreuung einzurichten, da sich Mollath nicht selbst um seine Gesundheitsvorsorge kümmern könne. Dem kam das Gericht zunächst in einer einstweiligen Anordnung nach. Am 6. Oktober 2006 lief diese Anordnung aus. Im Laufe des Betreuungsverfahrens wurde am 26. September 2007 ein weiteres psychologisches Gutachten erstellt. Dieses beruht auch auf einem Gespräch mit Gustl Mollath. In dem Gutachten wurde kein Bedarf für eine rechtliche Betreuung gesehen. Außerdem wurde in dem Gutachten hinterfragt, ob Gustl Mollath überhaupt an einer psychischen Krankheit leide. Wenn überhaupt, wurde nur eine Persönlichkeitsstörung mit querulatorisch-fanatischen Zügen in Erwägung gezogen. Dieses Gutachten führte im Strafverfahren jedoch zu keiner Änderung der Handhabung des Falles Gustl Mollath.

## Öffentliche Diskussion
Zahlreiche Medien, zuerst ab Anfang Oktober 2011 die Nürnberger Nachrichten durch Artikel des Redakteurs Michael Kasperowitsch und ab 2012 insbesondere die Süddeutsche Zeitung und der Südwestrundfunk mit seinen Hörfunkprogrammen und dem TV-Magazin Report Mainz, berichteten kritisch über das Verfahren. Sie warfen den befassten Gerichten Verfahrensfehler und die selektive Berücksichtigung von Beweismitteln vor und kritisierten die Gutachter.
Für ihre Artikelserie in der Süddeutschen Zeitung über den Fall Gustl Mollath wurden im März 2013 Olaf Przybilla und Uwe Ritzer mit dem 3. Preis des Wächterpreises ausgezeichnet.

### Erster Bericht beiReport Mainz
Am 13. Dezember 2011 veröffentlichte der SWR die Geschichte von Gustl Mollath. Der Beitrag wurde im Fernsehen in der Magazinsendung Report Mainz am gleichen Tag im Ersten gezeigt. Mollaths frühere Frau war demnach bei der Bayerischen Hypo- und Vereinsbank Aktiengesellschaft beschäftigt, und Mollath hatte sie und weitere Mitarbeiter beschuldigt, für Kunden Schwarzgeldgeschäfte abzuwickeln. Die Bayerische Hypo- und Vereinsbank hatte daraufhin interne Ermittlungen vorgenommen und ihr 2003 gekündigt, ebenso einem weiteren Mitarbeiter.
Vor dem Hintergrund dieser Erkenntnisse kritisierte in dem Bericht der am Urteil gegen Mollath beteiligte Schöffe Karl-Heinz Westenrieder aus Roth das Verfahren. Er sei zur Zeit des Prozesses davon ausgegangen, dass die Geldwäsche-Vorwürfe Mollaths ungenau gewesen seien. Der Vorsitzende Richter Otto Brixner habe Mollath jedes Mal lautstark unterbrochen und mit Saalverweis gedroht, wenn er das Thema Steuerhinterziehung und Schwarzgeldverschiebung angesprochen habe.
Der Bericht kritisierte zudem, dass das Gericht Belege und handschriftliche Notizen zu Konten in der Schweiz nicht beachtete, die Mollath während des Verfahrens in einem 106 Seiten umfassenden „Duraplusordner“ eingereicht hatte.
Der Beitrag warf der Staatsanwaltschaft vor, sie hätte den detaillierten Angaben einer Strafanzeige Mollaths gegen seine Ex-Frau vom 11. Juni 2003 nachgehen müssen und überprüfen müssen, ob es Schwarzgeldtransfers gab. Die Staatsanwaltschaft Nürnberg hatte diese Anzeige als „zu pauschal“ abgelehnt. Die Staatsanwaltschaft teilte dazu dem Magazin schriftlich mit, dass auch weiterhin kein Anlass für ein Ermittlungsverfahren bestehe.

### Erwiderungen der Bayerischen Landesregierung
Nach einem Dringlichkeitsantrag der SPD-Fraktion im Bayerischen Landtag verteidigte sich die damalige Justizministerin Beate Merk (CSU) in einer Wortmeldung vor dem Landtag am 15. Dezember 2011 gegen den Eindruck, Mollath sei aufgrund seiner Strafanzeige untergebracht worden. Am folgenden Tag ließ sie durch einen Sprecher erklären, die Unterbringung Mollaths in der Psychiatrie sei Folge seiner Straftaten und habe mit seiner Strafanzeige gegen seine Frau und die Bank nichts zu tun. Mollath habe seiner Frau Würgemale am Hals, großflächige Hämatome und eine blutende Bisswunde zugefügt. Er habe zudem Dutzende Autoreifen zerstochen, unter anderem an Fahrzeugen von Anwälten seiner Frau. Seine Unterbringung sei vom Bundesgerichtshof bestätigt und werde regelmäßig überprüft. Sie wehrte sich gegen die Vorwürfe, dass die Staatsanwaltschaft auf Grund von Weisungen aus der Politik untätig geblieben sei. Die Staatsanwaltschaft selbst richtete daraufhin brieflich einige Fragen an die Bayerische Hypo- und Vereinsbank Aktiengesellschaft. Im März 2012 hielt Merk vor dem Rechtsausschuss eine Rede, in der sie zu der schriftlichen Antwort der Bayerischen Hypo- und Vereinsbank an die Staatsanwaltschaft Stellung nahm, dabei einen internen Revisionsbericht der Bank diskutierte und im Ergebnis ihre bisherige Auffassung bekräftigte. Ende Oktober 2012 ging die Steuerfahndung davon aus, dass in mindestens einem Fall Mollaths Vorwürfe der Verschiebung von Schwarzgeld richtig seien. Die Opposition warf Merk vor, dem Rechtsausschuss nicht die Wahrheit gesagt zu haben.

### Zweiter und dritter Bericht vonReport Mainz
An die breite Öffentlichkeit gelangte der Fall, nachdem am 13. November 2012 die Süddeutsche Zeitung und Report Mainz sich erneut mit dem Fall Mollath beschäftigt hatten. Report Mainz war an den im März 2003 verfassten Revisionsbericht gelangt, den es in der Folge öffentlich machte. Nach dem Ergebnis der Untersuchung seien Mollaths Vorwürfe zwar in Teilbereichen diffus, aber seine Frau habe tatsächlich Kunden gegen Provisionen an eine Bank in der Schweiz vermittelt und Gelder dorthin transferiert. Der Zeitung Die Welt sagte der jetzige Ehemann von Mollaths Exfrau, Martin M.: „Man hat damals nachgewiesen, dass meine Frau und einige andere Mitarbeiter unerlaubt Provisionszahlungen anderer Banken angenommen hatten.“ Es seien außerdem, über Mollaths Vorwürfe hinaus, bei anderen Mitarbeitern Verstöße gegen die Abgabenordnung und das Wertpapierhandelsgesetz festgestellt und Hinweise auf Beihilfe zur Steuerhinterziehung gefunden worden. So sei einer „allgemein bekannten Persönlichkeit“ geholfen worden, Schwarzgeld zu waschen. Die interne Revision der Bank vermerkte in ihrem Bericht, dass für die ihrerseits vorgefundenen Gesetzesverstöße keine Anzeigepflicht bestehe.
Report Mainz konfrontierte Merk in der Sendung in einem Interview mit einem Zitat aus dem Revisionsbericht, wonach „alle nachprüfbaren Behauptungen sich als zutreffend herausgestellt“ hätten. Das Magazin stellte dies ihrer Aussage vor dem Rechtsausschuss vom März 2012 gegenüber, wonach der Bericht die Vorwürfe von Mollath gerade nicht bestätigt hätte. Merk erklärte daraufhin im Interview, dass sich keine verfolgbaren Aussagen bestätigt hätten. Am nächsten Tag erläuterte sie etwas ausführlicher, die laut Revisionsbericht zutreffenden Vorwürfe hätten arbeitsrechtliche Sachverhalte betroffen und seien nicht verfolgbar. Soweit strafrechtliche Sachverhalte betroffen gewesen seien, sei die Verjährung schon eingetreten. Es gehe nicht darum, ob Mollath die Wahrheit sage, sondern es gehe um seine Gefährlichkeit. Der Steuerfahnder Frank Wehrheim warf Merk in der Sendung vor, ihre Aussage sei eine „gewollte Falschaussage“. Die Süddeutsche Zeitung, die den Fall zeitgleich mit Report Mainz aufgegriffen hatte, berichtete darüber hinaus, dass die Finanzbehörden nach Bekanntwerden der Existenz des Revisionsberichts in der Sache Ermittlungen aufgenommen hatten.
Am 4. Dezember 2012 thematisierte Report Mainz den Fall ein drittes Mal, diesmal insbesondere im Hinblick auf den Vorwurf der Befangenheit des Richters Brixner in Mollaths Verfahren. Er soll durch einen Anruf im Jahr 2003 bei der Finanzverwaltung bewirkt haben, dass Mollaths Anzeigen nicht weiter verfolgt wurden.

### Reaktionen
Der zweite Bericht löste eine Vielzahl öffentlicher Reaktionen aus. Die Opposition im Bayerischen Landtag forderte Merks Rücktritt. Die Bank verteidigte sich gegen Vorwürfe, wegen der ermittelten Gesetzesverstöße nicht selbst Strafanzeige erstattet zu haben. Die Revisionsprüfung habe „keine ausreichenden Erkenntnisse für ein strafrechtlich relevantes Verhalten von Kunden oder Mitarbeitern [ergeben], die eine Strafanzeige als angemessen erscheinen ließen“. Es hätten sich keine Beweise für strafrechtlich relevantes Verhalten gefunden und die Prüfergebnisse seien dafür zu vage gewesen. Die Süddeutsche Zeitung bezeichnete dies daraufhin als eine „grotesk verharmlosende Darstellung“.
Thematisiert wurden auf den Bericht hin auch die psychiatrischen Gutachten über Mollath aus den Gerichtsverfahren und der laufenden Überprüfung. Der Schöffe Westenrieder sagte, er habe das psychiatrische Gutachten bereits während des Verfahrens als schwach eingeschätzt, da es weitestgehend nach Aktenlage angefertigt wurde, Mollath während des Verfahrens nicht exploriert worden sei und kein Zweitgutachten erfolgte. Auch gebe es Unterlagen, die ihm während der Hauptverhandlung nicht bekannt gewesen seien, beispielsweise eine Strafanzeige von Mollaths Ex-Frau, wonach Mollath in seinem Haus Waffen lagere. Dies hatte zu einer Hausdurchsuchung geführt, bei der nichts gefunden wurde. Dies hätte im Prozess die Glaubwürdigkeit der Ex-Frau und Hauptbelastungszeugin erheblich erschüttern können. Ihre Anzeige erfolgte am 2. Januar 2003, just dem Tag, an dem die Innenrevision der Bayerischen Hypo- und Vereinsbank begann, Mollaths Vorwürfe zu überprüfen. Auch Friedrich Weinberger, pensionierter Psychiater und Vorsitzender der Walter-von-Baeyer-Gesellschaft für Ethik in der Psychiatrie (GEP), der im April 2011 Mollath in Bayreuth besucht hatte, Maria E. Fick, die Menschenrechtsbeauftragte der bayerischen Landesärztekammer, der Strafrechtsprofessor Henning Ernst Müller (Universität Regensburg) sowie die Süddeutsche Zeitung, die die wesentlichen Grundlagen und Ergebnisse der Gutachten veröffentlichte, übten Kritik an der Qualität der medizinischen Gutachten und der Tragfähigkeit des Urteils.
Die erste fachärztliche Stellungnahme zu Mollaths psychischem Zustand sei entstanden, nachdem die Ehefrau sich im September 2003 an eine Fachärztin für Psychiatrie und Psychotherapie am Klinikum am Europakanal in Erlangen gewandt habe. Alleine aufgrund der Schilderungen der Ehefrau und ohne Mollath je getroffen zu haben, habe die Ärztin geschrieben, dass Mollath mit großer Wahrscheinlichkeit an einer ernstzunehmenden psychiatrischen Erkrankung leide. Die Bescheinigung sei am 23. September vom Rechtsanwalt der Ehefrau an das Amtsgericht Straubing gefaxt worden. All dies sei wenige Tage vor Beginn der Verhandlung geschehen. Der erste gerichtliche Gutachter, Michael Wörthmüller, habe sich für befangen erklärt und Klaus Leipziger empfohlen. Dieser habe 2005 anhand der ihm übersandten Strafakten ein Erstgutachten erstellt, das ein „paranoides Gedankensystem“ attestierte, in dem steht: „Eindrucksvoll kann am Beispiel des Dr. Wörthmüller ausgeführt werden, dass der Angeklagte beliebige weitere Personen, die sich mit ihm befassen (müssen), in dieses Wahnsystem einbezieht, …“. Der im Betreuungsverfahren vom Amtsgericht Straubing beauftragte Gutachter Hans Simmerl hingegen habe sich 2007 mehrere Stunden mit Mollath unterhalten, keine Hinweise auf eine psychotische Erkrankung konstatiert, schizophrenietypische Wahnideen ausgeschlossen und sich für eine Aufhebung der Betreuung ausgesprochen. Ein Gutachten von Hans-Ludwig Kröber habe im Juni 2008 dagegen wiederum ohne persönliche Untersuchung Mollaths die ursprüngliche ärztliche Stellungnahme und das Gutachten von Leipziger bestätigt. Es sei eine Reaktion der zuständigen Strafvollstreckungskammer auf die für Mollath positive Stellungnahme Simmerls gewesen. Ein Gutachten von Friedemann Pfäfflin habe 2010 zwar das von Leipziger konstatierte „Wahnsystem“ (hinsichtlich der Schwarzgeldvorwürfe) bestätigt, jedoch eine Allgemeingefährlichkeit und damit die Voraussetzung für die Unterbringung verneint.
Die Süddeutsche Zeitung kritisierte zudem das Verfahren. Insbesondere seien entlastende Hinweise kaum berücksichtigt worden. Mollath habe außerdem einen Pflichtverteidiger zugewiesen bekommen, dem er misstraut habe und der sich daher kaum in der Lage gesehen habe, ihm zu helfen. Des Weiteren widersprach sie, ähnlich wie Müller, der Behauptung Merks, die Schwarzgeldvorwürfe Mollaths und seine Einstufung als gemeingefährlicher Geisteskranker hätten nichts miteinander zu tun. Die Annahme eines „Schwarzgeldkomplexes“ habe für Mollaths Einweisung nicht nur im Urteil des Landgerichts Nürnberg 2006, sondern bis ins Jahr 2011 und in späteren richterlichen Entscheidungen eine wichtige Rolle gespielt.
Im Zuge der Berichterstattung geriet Merk unter öffentlichen und politischen Druck und erklärte am 30. November 2012, den Fall Mollath neu aufrollen zu lassen.
Im Dezember 2012 schrieb die Spiegel-Journalistin Beate Lakotta zum Verfahren gegen Mollath, für viele Ungereimtheiten in diesem Fall ließen sich plausible Erklärungen finden. Das in der Gerichtsverhandlung vorgelegte Attest sei entgegen den Zweifeln der Süddeutschen Zeitung nicht durch ein Komplott einer mit Mollaths Ex-Frau befreundeten Sprechstundenhilfe entstanden, sondern sei vom Sohn der Praxisinhaberin angefertigt worden, der selbst Arzt sei. Es sei zwar erst im Zuge der Anzeige erstellt worden, stütze sich aber auf Einträge in der Krankenakte vom 14. August 2001. Einen Beweis für die Behauptung, Mollaths Ex-Frau sei in Schwarzgeldgeschäfte und Beihilfe zur Steuerhinterziehung verstrickt gewesen, gebe es nicht. Geld im Ausland zu besitzen sei an sich legal. Ein Arbeitsgericht habe ihre außerordentliche Kündigung aufgehoben.
Bezüglich „Alle nachprüfbaren Behauptungen haben sich als zutreffend herausgestellt“ müsse gefragt werden, was überhaupt nachprüfbar gewesen sei. Dies seien vor allem die Transfers selbst, die aber strafrechtlich nicht zu beanstanden seien. Mollath habe die Bitte der Bank um konkrete Anhaltspunkte für den von ihm behaupteten „größten und wahnsinnigsten Steuerhinterziehungsskandal“ nur mit „Ich mache doch nicht Ihre Revisionsarbeit“ beantwortet. Die psychiatrischen Gutachter hätten ihre Diagnose nicht mit den Schwarzgeldbehauptungen begründet, sondern mit dem „wirren Inhalt“ der von ihm versandten Briefe. Mollath habe Verbindungen zwischen den Geschäften seiner Frau und der Rüstungsindustrie sowie den Rotariern gestrickt. Er habe die Reifen so zerstochen, dass die Fahrer es in einigen Fällen erst während der Fahrt bemerkten und nur mit Glück nicht zu Schaden kamen. Seine Täterschaft ergebe sich aus einem Brief an einen der Geschädigten; dieser Brief habe die Namen der übrigen aufgelistet und ihnen eine Verbindung zu Schwarzgeldgeschäften vorgeworfen.
Der Gutachter Leipziger verteidigte sein Gutachten gegen Vorwürfe, es sei aufgrund der Feststellungen des Revisionsberichts nicht mehr haltbar. Bei wahnhaften Störungen fände sich im Wahn häufig ein wahrer Kern.
Am 28. Februar und 7. März 2013 gab es Debatten über den Fall Mollath im Rechtsausschuss des Bayerischen Landtages. Diese betrafen insbesondere die Frage, ob es eine Einflussnahme des Richters Otto Brixner auf die Steuerfahndung gab. Der Präsident des Bayerischen Landesamts für Steuern, Roland Jüptner, verneinte dies. Bei der ersten Sitzung gab er zuerst als Begründung an, dass es dann eine Aktennotiz hätte geben müssen. Später musste er jedoch eingestehen, dass ein Aktenvermerk existiert. Er habe diesen aber wegen des Steuergeheimnisses geheim halten müssen. Jüptner bestand jedoch auf seiner Auffassung, dass die Einstellung des Verfahrens auch ohne das Telefonat mit Brixner erfolgt wäre. Die Opposition gab sich nicht überzeugt. Ein weiterer Diskussionspunkt in der Sitzung vom 7. März 2013 betraf Äußerungen, die die Generalstaatsanwaltschaft Nürnberg laut Zeit telefonisch getätigt hatte. Demnach gestehe man zu, dass das Urteil mit einer gewissen „Schludrigkeit“ zustande gekommen sei. Man betrachte jedoch das Urteil ungeachtet der „Flüchtigkeitsfehler“ als „im Ergebnis richtig“. Eine Neuverhandlung auf politischen Druck hin mit Freispruch würde einer Katastrophe für die Bevölkerung gleichkommen, da man mit Mollath dann „einen gefährlichen Mann auf die Straße entlassen“ würde. Die Opposition monierte zudem, dass der Fall einer Staatsanwaltschaft außerhalb des Oberlandesgerichtsbezirks zugeteilt worden war, nun aber doch wieder eine Stelle dort zuständig sei. Generalstaatsanwalt Hasso Nerlich sei außerdem 2004 Amtsgerichtspräsident in Nürnberg gewesen und Mollath habe sich damals zweimal erfolglos an ihn gewandt. Nerlich dementierte daraufhin, dass er oder einer seiner Mitarbeiter die in der Zeit wiedergegebenen Aussagen gemacht hätten. Grüne und Freie Wähler, die in einem Dringlichkeitsantrag die Ablösung Nerlichs forderten, konnten in der Sitzung nicht die Unterstützung der SPD gewinnen, die diesen als Forderung nach politischer Justiz darstellte.
Die Süddeutsche Zeitung kritisierte Merks Aussage im März 2012 vor dem Landtag, wonach der „Duraplusordner“ ein „abstruses Sammelsurium“ sei. Dieser hätte zusammen mit dem Revisionsbericht und Kontoverfügungen von Schweizer Nummernkonten im Dezember 2012 zur Einleitung einzelner Steuerstrafverfahren geführt. Anfang April 2013 berichtete sie außerdem, Mollath sei zwischen April und Oktober 2006 unter Betreuung gestellt worden. Das Haus seiner Eltern sei im Dezember 2007 für 226.000 Euro unter Wert zwangsversteigert worden. Ersteigert wurde es von Mollaths geschiedener Frau. Sie veräußerte es um 264.000 Euro. Gerichtsurteilen nach schuldete Mollath ihr über 210.000 Euro.
Nach Mollaths Angaben waren seine Ex-Frau und ihr späterer Mann zum Zeitpunkt des Prozesses 2006 bereits liiert. Mitte April 2013 bestätigte der Richter Brixner, dass er ihn gekannt hatte. Er sei 1980 der Handballtrainer des Bankmanagers gewesen, habe danach keinen Kontakt mehr zu ihm gepflegt.

### Untersuchungsausschuss im Landtag
Anfang April 2013 beantragten Grüne und Freie Wähler einen Untersuchungsausschuss im Landtag, in dem untersucht werden sollte, ob „Vernebelung und Unwahrheit in offiziellen Stellungnahmen der Justizministerin, der Finanzverwaltung und leitender Justizangestellter“ zu Mollaths Situation beigetragen hätten und warum seinen Hinweisen zu den Schwarzgeldverschiebungen nicht nachgegangen worden sei.
Der Dienststellenleiter Wolfgang Kummer gab an, von dem „Duraplusordner“ zwar gewusst, ihn aber nicht angefordert zu haben. So sei es erst 2011 über den Revisionsbericht der Bank zu einer Bestätigung von Mollaths Vorwürfen gekommen.
Am 17. Mai 2013 sagte u. a. der Richter a. D. Otto Brixner vor dem Untersuchungsausschuss aus. Dabei gab er an, den Duraplusordner nicht gelesen zu haben. Er sei in schwierigen persönlichen Umständen gewesen. Er persönlich habe das Urteil zwar ausgefertigt und verkündet, aber Richterin Heinemann sei die Berichterstatterin in diesem Verfahren gewesen. Laut Brixner seien für das Urteil letztlich aber die gesamte Kammer, das heißt drei Richter und zwei Schöffen, verantwortlich. Die Süddeutsche Zeitung kritisierte, nur 8 der 106 Seiten des Duraplusordners bestünden aus Mollaths Darlegungen. Diese hätten zudem ein Teilgeständnis enthalten. Deshalb sei es abwegig, einen Zusammenhang mit den Tatvorwürfen zu verneinen, wie es das Urteil tat, vor allem, wenn der Inhalt gar nicht gelesen wurde.
Am 4. Juni bestätigte der pensionierte Generalstaatsanwalt Klaus Hubmann im Ausschuss, zur Zeit von Mollaths Anzeigen der Präsident des Rotary-Club Nürnbergs gewesen zu sein. Er wies Verbindungen in den HVB-Vorstand zurück. Dies gelte, obwohl eine Mitarbeiterin der HVB dafür freigestellt war, Verwaltungstätigkeiten für den Rotary-Club durchzuführen, und zwar in einem Zimmer in der Bankfiliale.
Am 6. Juni räumte der Ermittler Wolfhard Meindl ein, das Gericht habe „einige prozessuale Normen nicht ganz richtig beachtet“. Den Vorwurf der Rechtsbeugung wies er laut einem Bericht der Schwäbischen Zeitung zurück. Die Süddeutsche Zeitung berichtete dagegen, Staatsanwalt Meindl halte in einem Punkt eine Rechtsbeugung für möglich. Der Steuerfahnder Georg Seifert bestätigte Ermittlungen gegen eine Anzahl von Steuerpflichtigen, die Mollath aufgeführt hatte. Nicht bestätigen könne er bisher Mollaths Vorwürfe, wonach seine frühere Ehefrau vermögenden HVB-Kunden geholfen habe, Schwarzgelder in die Schweiz zu verschieben. Man habe unversteuerte Zinseinkünfte gefunden, jedoch nur im niedrigen Bereich, und bei einigen Bankkunden sei möglicherweise aufgrund von Freibeträgen und Anrechnung der Schweizer Quellensteuer sogar mit einer Steuererstattung zu rechnen.
Am 11. Juni wurde Mollath selbst vom Untersuchungsausschuss gehört. Der Vorsitzende Florian Herrmann (CSU) betonte, das Thema des Untersuchungsausschusses sei das Verhalten der staatlichen Behörden, nicht die Frage, ob Mollath zu Unrecht in der Psychiatrie untergebracht sei. Mollath wies von sich, wahnhaft zu sein. Er gestand zu, der Duraplusordner könne auf den ersten Blick wirr erscheinen. Wer ihn vollständig durchlese, könne ihn aber verstehen. Auf Nachfrage gab er an, nie von der Steuerfahndung oder Staatsanwaltschaft wegen des Duraplusordners kontaktiert worden zu sein. Er bekräftigte seinen Vorwurf der Schwarzgeldgeschäfte und auch seine Aussage, der Revisionsbericht beschreibe bei weitem nicht deren wahren Umfang. Er habe vor seiner Unterbringung weitere Beweismittel nach Frankreich und in die Schweiz gebracht bzw. an Personen dort versendet, nämlich an Serge Klarsfeld (Ehemann von Beate Klarsfeld) und an den Schweizer Publizisten Jean Ziegler. Es sei aber ungewiss, ob sie bei den Empfängern noch vorhanden seien. Weiteres Material sei bei der Zwangsversteigerung seines Hauses verloren gegangen. Mollath kritisierte den Richter Brixner dafür, ihm das Wort verboten zu haben. Er kritisierte außerdem die Unterbringung in der Psychiatrie und forderte eine Verlegung in die Sicherungsverwahrung in einem gewöhnlichen Gefängnis. MdL Florian Streibl, (Freie Wähler, Initiator des Ausschusses) hielt Mollaths Theorie einer Verschwörung zwischen Bayerischer Hypo- und Vereinsbank Aktiengesellschaft, Justiz, Finanzbehörden und Psychiatrie zwar für widerlegt, die Nachlässigkeit der Justiz in diesem Fall sei aber fast noch schlimmer.
Am 13. Juni gab ein HVB-Mitarbeiter gegenüber dem Untersuchungsausschuss an, er könne Schwarzgeldgeschäfte weder bestätigen noch dementieren, er halte sie jedoch für „vielleicht wahrscheinlich“. Mollath habe aber trotz Aufforderungen keine weiteren Beweise vorgelegt. Die Formulierung, wonach sich alle nachprüfbaren Behauptungen Mollaths „als zutreffend herausgestellt“ hätten, sei unglücklich und der Form nach wahrscheinlich falsch. Die Oberstaatsanwältin Sabine Schauer gab an, den Duraplusordner gelesen zu haben. Die Vorwürfe seien aber zu unkonkret gewesen. Sie habe auch den Hinweis auf die interne Prüfung durch die HVB gesehen. Sie habe aber kein Muss gesehen, die Staatsanwaltschaft anzuweisen, die Sache weiter zu verfolgen. Der anfangs mit dem Fall befasste Amtsrichter Huber sagte aus, Mollath hätte mit Bewährung rechnen können, wenn er die Taten seinerzeit eingeräumt hätte.
Am 14. Juni sprach Justizministerin Merk vor dem Untersuchungsausschuss. Freiheit sei ein bedeutendes Menschenrecht. Sie bekräftigte ihre bisherige Position. Die Justiz sei unabhängig und sie sei nicht zuständig gewesen. Sie habe richtig gehandelt, wenn auch nicht hundertprozentig alles richtig gemacht. Die Staatsanwaltschaft hätte das Material Mollaths schon 2004 den Steuerfahndern übergeben müssen. Sie habe jedoch sofort den Wiederaufnahmeantrag angewiesen, nachdem bekannt geworden sei, dass das Attest vom Sohn der Ärztin ausgestellt worden war. Zuvor sei dies nicht möglich gewesen. Die eidesstattliche Versicherung des früheren Freundes des Ehepaares Mollath Edward Braun, Zahnarzt aus Bad Pyrmont habe sie nicht erreicht. Sie warf Mollath vor, den von ihr eröffneten Weg, sich von einem neuen, von ihm gewählten Gutachter untersuchen zu lassen, nicht gegangen zu sein. Dennoch bewege sie das Schicksal Mollaths. Die Opposition bekräftigte ihre Rücktrittsforderung. Die Grünen beantragten auf Bundesebene eine Stellungnahme der Bundesjustizministerin Sabine Leutheusser-Schnarrenberger vor dem Menschenrechtsausschuss. Am 26. Juni wurde der Antrag mit den Stimmen der Regierungskoalition abgelehnt.
Am 10. Juli 2013 verlangte die Landtagsopposition erneut Merks Entlassung. Kurz vor dem Abschluss des Untersuchungsausschusses sahen die Vertreter der Regierungsparteien CSU und FDP keine persönlichen Fehler im Fall Mollath. SPD, Grüne und Freie Wähler warfen Merk hingegen absichtliche Täuschung vor und behielten sich eine Neuauflage des Untersuchungsausschusses nach der Landtagswahl am 15. September 2013 vor.
Am 17. Juli wurde im Plenum der Schlussbericht des Untersuchungsausschusses Fall Mollath (Drucksache 16/17741) mit Aussprache behandelt. Ausschusschef Florian Herrmann (CSU) sagte dabei, die Landtagsopposition hätte mit „rückhaltlosem Wahlkampfgetöse ein Zerrbild der Justiz gezeichnet. Sie tragen auf dem Rücken der Justiz ihren Wahlkampf aus, letztlich auch auf dem Rücken von Herrn Mollath.“ Dem entgegnete Inge Aures, für die SPD im Untersuchungsausschuss: „Die Finanzbehörden haben gar nicht ermittelt, die Staatsanwaltschaft hat nur einseitig ermittelt, der Generalstaatsanwalt hat gemauert, und die Justizministerin hat vertuscht.“

### Dokumentation über den Fall Mollath
Am 3. Juni 2013 zeigte die ARD eine Dokumentation, in der die Journalisten Monika Anthes und Eric Beres aus der Redaktion von Report Mainz ihre bisherigen Magazinsendungen zusammenfassten. Des Weiteren wurden anonyme Aussagen eines Sohnes eines Anlegers der HVB wiedergegeben, wonach die Bank seinem Vater Hilfe angeboten habe, Schwarzgeld in die Schweiz zu transferieren. Infolge von Mollaths Angaben seien außerdem 20 Steuerermittlungsverfahren eingeleitet worden, teils durch Selbstanzeigen. Rechtsanwalt Gerhard Strate, der Mollath unentgeltlich verteidigte, warf in der Dokumentation Brixner erneut Befangenheit, Rechtsbeugung und Sachverhaltsverfälschung in dem Urteil vor, das er mit seiner Unterschrift als einziger verantwortet habe. Der Tagesspiegel kritisierte, die Dokumentation beschränke sich zu sehr auf das Wiederaufbereiten schon präsentierter Fakten. Sie reflektiere zu wenig eine mögliche politische Instrumentalisierung des Falles und mögliche Zweifel an Mollaths Darstellungen, wie sie in diesem Zusammenhang durch Kommentatoren von Zeit und Spiegel geäußert wurden.
Kurz darauf berichtete die Redaktion von Report Mainz in einer Pressemitteilung, dass es in Bezug auf Mollaths Angaben schon im April 2013 Durchsuchungen beim Bankhaus Bethmann gegeben habe, bezüglich Geschäften aus der Zeit, als es noch Teil der Bayerischen Hypo- und Vereinsbank war.

### Äußerungen der früheren Ehefrau
Am 10. Juni 2013 äußerte sich Mollaths frühere Ehefrau erstmals selbst und legte ihre Sicht der Dinge gegenüber dem Nordbayerischen Kurier dar. Mollath habe seine Autowerkstatt nie in die Gewinnzone gebracht und es seien erhebliche Gelder hineingeflossen. Er sei schon vor der Trennung überschuldet gewesen, habe eigene Erbschaften in die Firma gesteckt und auch sein geerbtes Haus beliehen. Auch sie habe aus Versicherungsleistungen und zwei Erbschaften Geld für seine Firma zugeschossen und ihm Darlehen von insgesamt 300.000 DM gegeben. Insgesamt hätten die Verbindlichkeiten bis 1998 zwischen 400.000 und 700.000 DM geschwankt. Sie wies die Aussage des Zahnarztes Edward Braun zurück, demzufolge sie Mollath angeboten habe, er könne 500.000 Euro seines Vermögens behalten, wenn er zu Schwarzgeldgeschäften schweige. Sie stellte die Frage, welches Vermögen damit denn gemeint sein solle. Ihre Aussagen seien durch Bilanzen, Konto- und Grundbuchauszüge belegbar. Dennoch habe Mollath nach der Trennung weiter Geld gefordert. Dies gehe aus Briefen Mollaths hervor. Sie habe das Haus zwangsversteigern lassen, nachdem sie Schuldtitel für die Darlehen erwirkt habe, sie habe sich aber gegen einen Verkauf unter Wert eingesetzt. Dies gehe auch aus einer Aktennotiz hervor.
Grund für die Trennung sei gewesen, dass Mollath stark eifersüchtig gewesen sei und sie kontrolliert habe, wie ein ehemaliger Kollege bezeugen könne. Das Thema Schwarzgeld sei zwischen ihr und Mollath während der Beziehung niemals, sondern erst nach der Trennung ein Thema gewesen, wie ihre Familienangehörigen bestätigen könnten. Er habe sie nach der Trennung gestalkt, ihr viele Briefe geschrieben und sie ständig angerufen, das habe er auch selbst dokumentiert. Außerdem habe er sie und Personen aus ihrem Umfeld belästigt und verfolgt und Fotos von ihr und ihrem neuen Partner geschossen. Es habe wiederholte Gewaltausbrüche Mollaths gegeben. Er habe zwar nicht dauernd, aber immer dann zugeschlagen, wenn er sich in die Enge getrieben gefühlt habe. Er habe dies einmal in einem Brief so dargestellt, als habe er sich gewehrt, dabei habe sie ihn nicht angegriffen; sie habe auch nur 54 kg gewogen und er über 90. Mollath habe sie schon vor der Ehe geschlagen, des Weiteren habe er auch seine Mutter geschlagen. Sie sei schon in den Anfangsjahren der Ehe, während der 1990er, mehrmals wegen Gewalttätigkeiten Mollaths zu ihrer Familie geflüchtet. Dies könnten ihre Familienangehörigen und auch Zeugen außerhalb der Familie bezeugen. Sie sei gegen deren Rat wieder zu Mollath zurückgekehrt, weil Mollath immer versprochen habe, sich zu ändern und sie Mitleid mit ihm gehabt habe. Mollath habe mehrmals versucht, sich das Leben zu nehmen, erstmals noch vor dem Schulabschluss.
Ermittler hätten bei ihr kein Schwarzgeld gefunden. Die Bank habe die außerordentliche Kündigung zurückgenommen und sich auf eine normale Auflösung des Arbeitsverhältnisses mit Abfindung geeinigt; mehr wolle sie wegen laufenden Verfahrens zu diesem Sachverhalt noch nicht sagen. Edward Braun sei nicht ein guter Freund der Familie gewesen. Man habe sich bei Ferrari-Tagen getroffen, er sei aber nur einmal bei ihnen in Nürnberg gewesen. Sie habe auch keinen Drohanruf getätigt. Sie sei, entgegen Mollaths eigener Darstellung, von Mollath angegriffen und festgehalten worden, bis ihre Schwägerin zur Hilfe gekommen sei, die auch den gesamten Tag dann bei ihr verbracht habe. Die Schwägerin selbst gab an, Mollaths frühere Frau sei nicht in der Verfassung gewesen, zu drohen. Der neue Partner von Mollaths Ex-Frau entgegnete bezüglich Mollaths Anschuldigungen, mit Richter Brixner gemeinsame Sache gemacht zu haben, dieser sei nur für eine Saison 1981/82 sein Handballtrainer gewesen. Danach habe es keinen Kontakt mehr gegeben. Ein Unternehmer, der die Ferraris von Mollaths Unternehmen bis zur Zwangsversteigerung aufbewahrt hatte und der Opfer von Reifenstechereien wurde, gab an, Mollath habe sogar selbst in einer seiner vielen Gerichtsverhandlungen seinen Anwalt erklären lassen, er leide an einer schweren psychischen Krankheit. Er sei zwar immer freundlich gewesen, aber seine verbale Ausdrucksweise habe Anlass zur Sorge gegeben. Der Kurier berichtete auch von einer eigenen Recherche, die ergeben habe, dass Mollath sein gesamtes Inventar aus dem Haus selbst an einen Bekannten verkauft habe. Wenn Mollath sage, ihm sei nicht einmal ein Bild seiner Mutter geblieben, so habe er dies selbst verkauft. Der Käufer sei aber für den Kurier nicht erreichbar gewesen.
Ein Sprecher des Oberlandesgerichts Nürnberg kommentierte, die Aussagen der Ex-Frau seien geeignet, den Ausgang eines eventuellen Wiederaufnahmeverfahrens zu beeinflussen.
Edward Braun bezeichnete die Aussagen von Mollaths Ex-Frau am Rand des Untersuchungsausschusses am darauffolgenden Tag als Schutzbehauptungen. Mollath selbst äußerte sich dort ebenfalls und wies jede körperliche Gewaltanwendung gegenüber seiner Frau zurück, ebenso die Reifenstecherei. Am 13. Juni berichteten die Nürnberger Nachrichten, ihnen lägen Briefe vor, die im Widerspruch zu ihren Aussagen stünden. Im Briefverkehr von 2002 fänden sich entsprechende Angaben zu Geld, das Mollath zum Schweigen angeboten worden sei. Auch sei 2000 schon vor der Trennung von Schwarzgeldvorwürfen die Rede gewesen.

### Vor der Entscheidung über den Wiederaufnahmeantrag
Ursula Gresser bekam am Mittag des 10. Juni 2013 Besuch von zwei Polizeibeamten in Zivil, die nach ihrer Darstellung Bedenken wegen der Sicherheit einer Veranstaltung von Justizministerin Merk im Zusammenhang mit einem Tweet äußerten. Sie hatte dort zuvor geschrieben „Wann Mollath freikommt? Diese Frage könnte man Frau Merk am Mo. 10.06.13 um 19 Uhr im Landgasthof Hofolding stellen“. Gresser wertete den Polizeibesuch als Einschüchterungsversuch. Justizministerium und Polizei dementierten und behaupteten, es sei um andere, frühere Tweets zu Familienstreitigkeiten in Gressers eigener Sache gegangen und eine damit zusammenhängende, geplante Störung des Auftritts der Justizministerin.
Nachdem am 12. Juni 2013 die Strafvollstreckungskammer des Landgerichts Bayreuth nach der jährlichen Überprüfung der Unterbringung Mollaths die Freilassung abgelehnt hatte, bekräftigte die Spiegel-Journalistin Beate Lakotta ihre Sicht auf den Fall. Es seien soweit eher Verstöße gegen interne Bankrichtlinien und Steuerhinterziehung von Kleinanlegern festgestellt worden. Der Vorwurf, es habe sich um Schwarzgeld gehandelt, sei bislang nicht bewiesen worden; ebenso nicht der von Mollath behauptete Steuerhinterziehungsskandal in tausenden Fällen. Insofern habe Mollath zwar in Teilen recht gehabt, aber es stelle sich die Frage, ob deshalb auch die Anschuldigungen gegen ihn falsch sein müssten. Gutachter Pfäfflin sei von Mollaths Verteidigerin ausgesucht worden und er habe in einem ganztägigen Gespräch mit Mollath festgestellt, dieser rücke vom Wahn eines Komplotts gegen sich nicht ab. Pfäfflin habe, ebenso wie schon das Urteil, ausdrücklich in Betracht gezogen, dass Mollaths Angaben über Schwarzgeldgeschäfte seiner Frau stimmen könnten. Sie kritisierte, Solidaritätsbekundungen mancher Mollath-Unterstützer würden über das Ziel hinausschießen. Richter Brixner, Justizministerin Merk und Gutachter Pfäfflin seien persönlich bedroht worden. Der Chefarzt der Psychiatrie habe einige Zeit Personenschutz gehabt.
Die Süddeutsche Zeitung bekräftigte ihre entgegengesetzte Sicht der Dinge. Sie warf der Justiz vor, erst reihenweise rechtsstaatliche Prinzipien übergangen zu haben, um Mollath in die Psychiatrie zu bringen, nun aber alle Register juristischer Spitzfindigkeit mithilfe eines Zirkelschlusses auszunutzen, um seine Freilassung zu verhindern.
Am späten Abend des 14. Juni erreichte per Fax ein gefälschter Gerichtsbeschluss mehrere Nachrichtenagenturen sowie die zuständige Psychiatrie. Die Fälschung griff auf online verfügbare Gerichtsdokumente des Falls Mollath zurück und enthielt die Anweisung, Mollath sei sofort freizulassen. Die dpa erkannte das Dokument als Fälschung, kontaktierte das Justizministerium und dieses wiederum die Generalstaatsanwaltschaft. Generalstaatsanwalt Hasso Nerlich rief daraufhin am Morgen des 15. Juni bei der Klinik an und informierte sie. Jedoch misstraute der Leiter der Klinik, Gutachter Leipziger, dem Anrufer und leitete die Warnung nicht weiter, so dass der stellvertretende Leiter Zappe das Fax am 17. Juni zunächst als echt einstufte und Mollath benachrichtigte. Danach seien ihm jedoch wegen ungewöhnlicher Passagen Zweifel gekommen und er habe sich beim Landgericht Regensburg rückversichert, das auf die Fälschung hingewiesen habe.
Am 17. Juni kritisierte die SZ, ihr liege ein Entwurf des Wiederaufnahmeantrags des Staatsanwalts Meindl vor, der wesentlich schärfer formuliert sei und dem Richter mehrfache Rechtsbeugung vorwerfe. Das Justizministerium erklärte daraufhin, der Oberstaatsanwalt Hasso Nerlich habe die erste Fassung nicht gebilligt und daraufhin habe Meindl selbstverantwortlich Änderungen durchgeführt.
Am 19. Juni berichtete der Kurier, nach Aussage von Beate Klarsfeld seien keine Beweise bei ihr deponiert worden. Mollath habe ihr lediglich einige Briefe geschrieben, deren einziges Thema das Bundesverdienstkreuz gewesen sei, für das er sie vorgeschlagen habe. Laut Beate Lakotta konnte auch Jean Ziegler keine „Koffer voller Beweise“ bestätigen.
Am 25. Juni forderte Untersuchungsausschussmitglied Inge Aures (SPD) die Staatsanwaltschaft auf, den Vorwurf der Rechtsbeugung aufrechtzuerhalten. Gemäß einer nachträglichen schriftlichen Aussage der Richterin a. D. Heinemann vor dem Untersuchungsausschuss hätten sich der heutige Ehemann von Mollaths Ex-Frau und Richter Otto Brixner bei der Gerichtsverhandlung gegen Mollath getroffen und miteinander gesprochen, was ihrer Aussage widerspreche, seit Anfang der 1980er keinen Kontakt mehr gehabt zu haben. Hasso Nerlich kündigte daraufhin an, dem Sachverhalt nachzugehen.
Joachim Braun vom Nordbayerischen Kurier beklagte, die Medienaufmerksamkeit werfe ein schiefes Licht auf die Affäre und Medien betrieben eine einseitige Berichterstattung zugunsten Mollaths und zuungunsten der Gegnerseite.
Der stellvertretende Vorsitzende der Walter-von-Baeyer-Gesellschaft für Ethik in der Psychiatrie (GEP), Klemens Dieckhöfer, verklagte Beate Merk wegen Ehrabschneidung, weil sie im Landtag seine Äußerung zur Causa Mollath als unwissenschaftlich bezeichnet hatte. Er hatte zuvor im Rahmen der Arbeit des Vereins die Gutachten über Mollath scharf kritisiert und politischen Missbrauch der Psychiatrie vorgeworfen.
Am 29. Juni forderte Horst Seehofer die Gerichte auf, die Prüfung des Falls Mollath mit größerem Tempo vorzunehmen.
Am 4. Juli warf der Schöffe Westenrieder in Report Mainz Brixner vor, selbst von seiner möglichen Befangenheit gesprochen zu haben. Am 5. Juli räumte Brixner die Möglichkeit ein, dass während des Verfahrens eine Begegnung mit dem neuen Mann von Mollaths Ex-Frau stattgefunden haben könnte.
Am 5. Juli wies das BKH Bayreuth Darstellungen der Presse zurück. Mollath sitze nicht alleine wegen Schwarzgeldvorwürfen in der Psychiatrie. Leipziger habe mit Mollath vor Erstellung des Gutachtens gesprochen und sein Gutachten sei nicht als einziges berücksichtigt worden.
Am 8. Juli berichtete der Nordbayerische Kurier, Mollaths Habe sei noch vorhanden. Die Ex-Frau habe diese verpackt und bei ihren Verwandten eingelagert.
Am 9. Juli forderte der Fraktionsvorsitzende der Grünen die Staatsanwaltschaft Nürnberg-Fürth auf, zu prüfen, ob mögliche strafrechtlich relevante Handlungen durch ehemalige Bankmitarbeiter der Bayerischen Hypo- und Vereinsbank noch nicht verjährt seien.
Am 10. Juli hinterfragte die Nürnberger Zeitung die Hintergründe der Millionenerbschaft von Mollaths Ex-Frau. Am darauffolgenden Tag wies die Ex-Frau die Spekulationen als völlig grundlos zurück.
Am 17. Juli thematisierte Seehofer in einer Sitzung seines Kabinetts die Ohnmacht der Politik gegenüber der Richterschaft; er kritisierte die Verfahrensdauer und die beteiligten Gerichte scharf, was von der Justiz zurückgewiesen wurde. In einem Interview mit der Süddeutschen Zeitung vom 18. Juli 2013 sagte die bayerische Justizministerin Merk, sie habe im Fall Mollath drei Wege, die ihr Amt erlaube, eröffnet: Mollath sei ein weiterer Gutachter angeboten worden, der mit der Sache noch nicht befasst war. Es werde nicht erst bei der Frage, ob Mollath zu entlassen sei, sondern bereits beim Vollzug der Grundsatz der Verhältnismäßigkeit stärker beachtet; Mollaths bereits bestehende Lockerungen im Vollzug sollen nochmals gelockert werden. Sie warte auf die Gerichtsentscheidung über den bereits vor Monaten gestellten Wiederaufnahmeantrag durch die Staatsanwaltschaft.

### Gesetzesänderung
Im Sommer 2013 forderten Bundesjustizministerin Sabine Leutheusser-Schnarrenberger und Bayerns Vize-Ministerpräsident Martin Zeil (beide FDP), die Vorgaben für die Einweisung in die Psychiatrie zu verschärfen. So sollte eine Einweisung in kürzeren Abständen als bislang überprüft werden, Gutachter sollten regelmäßig wechseln und die Anforderungen an ihre Gutachten erhöht werden. Leutheusser-Schnarrenberger wollte die Unterbringung in der Psychiatrie künftig auf drohende gravierende Straftaten beschränken. Es sollte jedoch dabei bleiben, dass die Anlasstat für die Unterbringung in der Psychiatrie auch geringfügiger sein kann. Die erste Überprüfung einer Unterbringung sollte künftig bereits nach vier Monaten erfolgen statt wie derzeit erst nach einem Jahr.
Die damalige bayerische Justizministerin Beate Merk (CSU) erwog, externe Gutachter statt nach fünf bereits nach einem Jahr zu beteiligen.
Im April 2016 beschloss der Bundestag das vom Justizministerium vorgelegte Gesetz zur Novellierung des Rechts der Unterbringung. Minister Heiko Maas wies bei der Verabschiedung darauf hin, die Gesetzesänderung ziele darauf ab, „Betroffene besser vor unverhältnismäßigen und unverhältnismäßig langen Unterbringungen“ zu schützen – siehe Maßregelvollzug#Kritik.

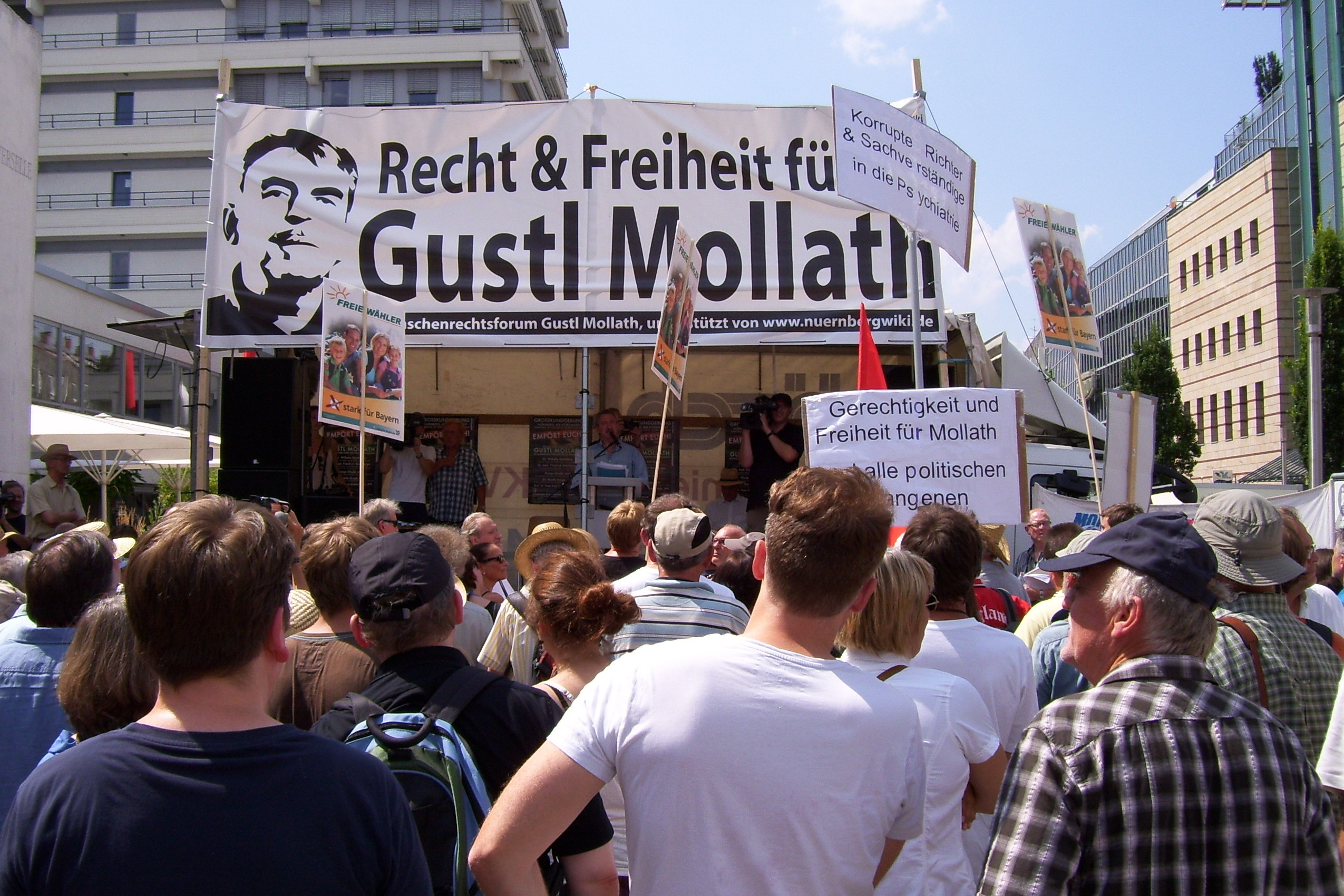
Demonstration am 27. Juli 2013 in Nürnberg

### Reaktionen auf die Ablehnung des Wiederaufnahmeantrags
Am 24. Juli 2013 lehnte das Landgericht Regensburg die Wiederaufnahme ab. Gustl Mollaths Verteidiger Gerhard Strate sagte Spiegel online hierzu: „Das Gericht versucht mit Zähnen und Klauen, die Rechtskraft eines Unrechtsurteils aufrechtzuerhalten“. „Das hat mit Wahrheitsfindung nichts zu tun, hier geht es lediglich um die Selbstverteidigung der Justiz.“ Gegenüber der Nachrichtenagentur dpa sagte er, das Gericht sei voreingenommen gewesen: „Ich habe von dieser Strafkammer nichts anders erwartet“.
Christian Ude, der SPD-Spitzenkandidat für die Landtagswahl, sagte, die Entscheidung verletze das Rechtsempfinden. Das Gericht stelle zwar Fehler fest, erkläre sie aber auch deshalb für unbeachtlich, weil Pflichtverletzungen strafrechtlich verjährt seien. Alle Hoffnungen im Fall Mollath lägen nun beim Bundesverfassungsgericht. Inge Aures (Mitglied des bayerischen Landtags) wies darauf hin, dass die Staatsanwaltschaft Regensburg vierzehn Gründe für eine Wiederaufnahme vorgetragen habe, die das Landgericht Regensburg allesamt verwarf. Der Vorsitzende der Grünen-Landtagsfraktion, Martin Runge, hob hervor, dass der ursprüngliche Wiederaufnahmeantrag der Staatsanwaltschaft auf Betreiben des Nürnberger Generalstaatsanwalts Hasso Nerlich massiv abgeschwächt wurde. Aus dem Vorwurf der Rechtsbeugung (der zunächst von der Staatsanwaltschaft bejaht wurde) wurde in der Endfassung die Formulierung „einige prozessuale Normen wurden nicht eingehalten.“
Am 27. Juli 2013 demonstrierten in Nürnberg 500 Personen für die Rehabilitierung von Mollath. Eine mögliche Begnadigung durch den Ministerpräsidenten reichte den meisten von ihnen nicht. Neben Forderungen nach Reformen in Psychiatrie und Justiz wurde gefordert, die Verantwortlichen zur Rechenschaft zu ziehen. Genannt wurden Richter Brixner, der Mollaths Prozess mit fragwürdigen Methoden geführt habe, und Roland Jüptner, Chef des Landesamtes für Steuern, dem viele Abgeordnete eine täuschende Aussage im Landtag vorwerfen. Weiter wurde bekannt, dass 52.000 Unterstützer von Mollath eine Petition im Internet unterschrieben haben (Stand 28. Juli 2013).
Am 2. August 2013 demonstrierten knapp 20 Strafverteidiger vor dem Regensburger Justizgebäude für die Freiheit von Mollath. Auch bei dieser Demonstration wurde das Verhalten des im entscheidenden früheren Strafverfahren gegen Mollath verantwortlichen Richters Otto Brixner stark kritisiert. Zu der Demonstration aufgerufen hatte die Initiative Bayerischer Strafverteidigerinnen und Strafverteidiger e. V.

### Öffentliche Diskussionen nach der Anordnung der Wiederaufnahme
Nachdem am 6. August 2013 die Wiederaufnahme des Strafverfahrens durch das Oberlandesgericht Nürnberg angeordnet worden war, forderte der Fraktionsvorsitzende der Grünen im bayerischen Landtag im Namen der Grünen am 7. August 2013 erneut den Rücktritt von Justizministerin Merk.
Mollaths erster öffentlicher Auftritt erfolgte in der Fernsehsendung Beckmann am 15. August 2013. Beate Merk und die Journalistin Beate Lakotta waren zur Sendung eingeladen, kamen aber nicht. Weitere Gäste der Sendung waren Uwe Ritzer (Süddeutsche Zeitung), Gerhard Strate und Hanna Ziegert. Die Psychiaterin Ziegert (seit dreißig Jahren Gutachterin) sagte, es gebe in Deutschland eine überschaubare Szene an Experten, die von den Staatsanwaltschaften immer wieder eingesetzt würden und aufgrund ihrer bisherigen Arbeit von den Staatsanwaltschaften und Gerichten so gut einschätzbar seien, dass die Ergebnisse ihrer Expertisen im Grunde schon vorab zu erahnen wären. Anders gesagt: Die Gutachter würden nach dem gewünschten Ergebnis beauftragt und lieferten dieses in der Regel dann auch. Ziegert betonte, dass dies „in der Szene“ jedem bekannt und klar sei: „das ist die Praxis, das weiß die Öffentlichkeit nicht; darüber wird nicht gesprochen; das interessierte bisher nicht.“
Nach der Sendung versuchte die Staatsanwaltschaft München I, Ziegert als Gutachterin in mehreren Verfahren „wegen Besorgnis der Befangenheit“ abzulehnen; ihre Befangenheitsanträge scheiterten bei den Landgerichten München und Augsburg. Die Begründungen der beiden Gerichte lesen sich nach Ansicht der Süddeutschen Zeitung wie eine „Nachhilfestunde in Staatsbürgerkunde“.
Ziegerts Aussagen wurden später durch eine von Ursula Gresser geleitete Studie der Ludwig-Maximilians-Universität München gestützt, in der jeder vierte befragte Gutachter von der Justiz eine Tendenz signalisiert bekommen hatte. Unter den Psychologen hatte jeder Zweite diese Erfahrung gemacht, unter den Psychiatern jeder Dritte.
2014 wurde bekannt, dass im Juli 2006 Mollath auf die Liste der Tatverdächtigen der Česká-Mordserie gesetzt wurde.
Nach seiner Entlassung aus der Psychiatrie setzte sich Mollath für die Freilassung von Ilona Haslbauer aus dem geschlossenen Maßregelvollzug ein. Diese hatte siebeneinhalb Jahre in der forensischen Psychiatrie verbracht. Im Fall Haslbauer wurden in der Berichterstattung immer wieder Parallelen zum Fall Gustl Mollath gezogen.

## Verfahren von 2012 an

### Strafanzeigen

#### Zahlreiche Strafanzeigen von Ende 2012
Der am Verfahren nicht beteiligte Rechtsanwalt Rainer Schmid stellte im November 2012 Strafanzeige wegen aller in der Sache denkbaren Delikte. Die Staatsanwaltschaft Augsburg stellte dieses Verfahren jedoch im Mai 2013 ein. Es gäbe keine hinreichenden Anhaltspunkte „für Straftaten, insbesondere der Rechtsbeugung, Freiheitsberaubung, falschen Verdächtigung sowie falschen uneidlichen Aussage“. Weder aus den Anzeigen noch aus beigezogenen Akten hätten sich Anhaltspunkte dafür ergeben. Die von zahlreichen Bürgern erstatteten Anzeigen richteten sich damals gegen beteiligte Richter, Staatsanwälte, Gutachter, Ärzte, die damalige Ehefrau Mollaths sowie Verantwortliche der Bayerischen Hypo- und Vereinsbank. Im April 2014 bestätigte die Generalstaatsanwaltschaft München die Entscheidung der Staatsanwaltschaft Augsburg, dass es „keine Anhaltspunkte für einen Anfangsverdacht“ und somit keine Ermittlungen gegen Verfahrensbeteiligte gebe.

#### Strafanzeige durch Verteidiger Strate von Januar 2013
Am 4. Januar 2013 erstattete Strate eine Strafanzeige wegen schwerer Freiheitsberaubung gegen den Richter Armin Eberl und den Leiter der forensischen Abteilung am Bayreuther Klinikum, die Mollaths Einweisung zur Beobachtung bewirkt bzw. nicht abgebrochen hatten. Darin argumentierte er, die Einweisung und fortgesetzte Unterbringung sei nicht mit der Rechtsprechung des Bundesverfassungsgerichts vereinbar gewesen. Am 26. Februar 2013 entschied die Staatsanwaltschaft, mangels Anfangsverdachts kein Ermittlungsverfahren einzuleiten. Am Tag darauf legte Strate Beschwerde gegen die Nichteröffnung ein. Er wies in seiner Ergänzung der Beschwerdebegründung darauf hin, dass es nur durch die bis Ende Dezember 2005 verzögerte Weitergabe der Akten durch Richter Eberl an das zuständige Landgericht und durch weitere außergewöhnliche Verspätungen im Posteingang am im Nebengebäude befindlichen Landgericht Nürnberg-Fürth möglich war, dass die 7. Strafkammer unter Otto Brixner für den Fall Mollath zuständig wurde. Bei unverzögerter Weitergabe der Akten – so wie von der Staatsanwaltschaft im August 2005 beantragt und wegen „Gefährdung der Allgemeinheit“ anzunehmen sei – wäre wegen des im Jahr 2005 noch geltenden Geschäftsverteilungsplans eine Zuteilung an die 7. Strafkammer unmöglich gewesen.

### Überprüfung der Zwangsunterbringung, insbesondere durch Verfassungsbeschwerde

#### Einlegung einer Verfassungsbeschwerde
Der Freiburger Rechtsanwalt Michael Kleine-Cosack legte im Januar 2012 im Namen Mollaths eine Verfassungsbeschwerde gegen zwei Beschlüsse des Oberlandesgerichts Bamberg und des Landgerichts Bayreuth aus dem Jahr 2011 ein. Er strebte damit die Entlassung Mollaths aus der Psychiatrie an. Artikel 2 des Grundgesetzes sei verletzt, da die Unterbringung in der Psychiatrie nicht mehr dem Gebot der Verhältnismäßigkeit entspreche. Mit einer Wiederholung der von Mollath 2001 an seiner Ehefrau begangenen Körperverletzung sei nach der Scheidung der Ehe nicht mehr zu rechnen, außerdem seien die Mittel polizeilicher Auflagen und der Führungsaufsicht ausreichend.

#### Zwischenzeitliche erneute Prüfung der Zwangsunterbringung durch das Landgericht Bayreuth und das Oberlandesgericht Bamberg
Am 27. November 2012 kündigte die Staatsanwaltschaft Nürnberg an, Mollaths Zwangsunterbringung zu überprüfen. Dabei solle unter anderem „die Verhältnismäßigkeit der Dauer der Unterbringung“ überprüft werden. Auch der bayerische Ministerpräsident Horst Seehofer schaltete sich an diesem Tag in die Diskussion ein. Aus seiner Sicht sei die Justiz „gut beraten, den Fall noch einmal neu zu bewerten“. Am 4. Februar 2013 entschied das Landgericht Bayreuth gegen den Antrag der Staatsanwaltschaft auf Einholung eines neuen psychiatrischen Gutachtens zur Frage Mollaths weiterer Unterbringung. Mollaths Stellungnahme („überflüssige und geradezu groteske Maßnahme“) deute darauf hin, dass er erneut die Mitwirkung verweigern würde, und folglich seien durch ein solches Gutachten keine neuen Erkenntnisse zu erwarten.
Die Strafvollstreckungskammer des Landgerichts Bayreuth kündigte am 8. April 2013 an, die routinemäßig für Ende Juli anberaumte Jahresprüfung der Unterbringung vorzuziehen. In der Stellungnahme zum Unterbringungsverlauf bekräftigte der Gutachter Leipziger die bisherige Bewertung. Der Oberstaatsanwalt beantragte daraufhin, unter Berufung auf diese Stellungnahme, die Fortdauer der Unterbringung. Sie sei auch unter Berücksichtigung des Wiederaufnahmeantrags der Staatsanwaltschaft Regensburg noch verhältnismäßig. Mollaths Verteidigerin Erika Lorenz-Löblein kritisierte, anwaltliche Telefonate zwischen ihr und Mollath seien zumindest in Teilen vom Bezirkskrankenhaus protokolliert worden. Die Dokumentation der Telefonate sei als Stellungnahme in das jährliche Gerichtsgutachten des Bezirkskrankenhauses eingeflossen.
In seinem Schriftsatz versuchte Strate die Strafvollstreckungskammer zu überzeugen, dass durch den Wiederaufnahmeantrag der Staatsanwaltschaft Regensburg und die diesem zugrunde liegenden Zeugenaussagen eindeutig sei, dass von Anfang an die Voraussetzungen für eine Unterbringung nicht vorgelegen hätten und dass gemäß den Entscheidungen des Bundesverfassungsgerichts auch im Vollstreckungsverfahren Sachaufklärung betrieben werden müsse. Am 18. April 2013 fand die Anhörung Mollaths vor der Strafvollstreckungskammer Bayreuth statt.
Am 26. April entschied die Strafvollstreckungskammer, eine ergänzende gutachterliche Stellungnahme des Sachverständigen Pfäfflin einzuholen. Pfäfflin verweigerte jedoch das Gutachten und begründete dies mit wellenartigen Beschimpfungen gegen seine Person durch Mollath-Anhänger und mit Mollaths eigener Ablehnung eines weiteren externen Gutachtens als „überflüssige und geradezu groteske Maßnahme“. Am 12. Juni lehnte daraufhin das Gericht die Aufhebung der Unterbringung ab.
Am 16. Juli wurde bekannt, dass das Oberlandesgericht Bamberg einer Beschwerde von Mollath teilweise stattgegeben hat. Mollath hatte sich gegen eine Entscheidung des Landgerichts Bayreuth gewehrt, das im Juni die Fortdauer seiner Unterbringung angeordnet hatte. Das OLG hob diesen Beschluss nun auf und wies das Landgericht (LG) an, die Unterbringung erneut prüfen zu lassen.
Das Landgericht habe „die gebotene Sachaufklärung unterlassen, indem es in der Sache entschieden hat, ohne eine erneute externe Begutachtung des Untergebrachten zu veranlassen“. Die Begutachtung aus dem Jahr 2011 sei nicht ausreichend, unter anderem auch, weil sich im Zuge der Wiederaufnahmeanträge neue Erkenntnisse ergeben hätten. Das Landgericht müsse auch die Frage beantworten bzw. entscheiden, ob „eine möglicherweise weiterhin diagnostizierte psychische Erkrankung so schwerwiegend ist, dass sie noch die Voraussetzungen für eine weitere Unterbringung erfüllt“.

#### Fortgang des Verfassungsbeschwerdeverfahrens und Erfolg der Verfassungsbeschwerde
Im Juni 2013 forderte das Bundesverfassungsgericht vom bayerischen Justizministerium und dem Generalbundesanwalt Stellungnahmen mit Frist zum 23. Juli 2013 an. Am 30. Juni erklärte Merk, in ihrer Stellungnahme an das Bundesverfassungsgericht deutlich zu machen, dass die Unterbringung Mollaths mit zunehmender Dauer unverhältnismäßig sei. Der Bayerische Richterverein warf Merk vor, sie habe die Arbeit von Gerichten bewertet.
Am 5. September 2013 gab das Bundesverfassungsgericht der Verfassungsbeschwerde Gustl Mollaths statt und hob die Entscheidungen des Landgerichts Bayreuth und des Oberlandesgerichts Bamberg aus dem Jahr 2011 auf, die die Fortdauer der Unterbringung Mollaths in der geschlossenen Psychiatrie angeordnet hatten. Diese beiden Beschlüsse verletzen – so das Bundesverfassungsgericht – Gustl Mollath in seinem Grundrecht auf Freiheit der Person (Artikel 2 Absatz 2 Satz 2 in Verbindung mit Artikel 20 Absatz 3 Grundgesetzes). Beide Gerichte hätten keine ausreichend konkreten Gründe angeführt, welche die Anordnung der Fortdauer seiner Unterbringung rechtfertigen. Die angeblich von ihm ausgehende Gefahr künftiger rechtswidriger Taten sei nicht ausreichend konkretisiert und entlastende Umstände seien nicht berücksichtigt worden. Darüber hinaus fehle es an einer Abwägung der angeblich von Mollath ausgehenden Gefahr mit seinem Grundrecht auf Freiheit und es werde nicht geprüft, ob es auch mildere Maßnahmen als eine Unterbringung in der Psychiatrie gegeben hätte. Das Bundesverfassungsgericht verwies die Sache deshalb zur erneuten Entscheidung an das OLG Bamberg zurück.
Aufgrund der positiven Entscheidung des OLG Nürnberg über ein Wiederaufnahmeverfahren vom 6. August 2013, die der psychiatrischen Unterbringung durch die Neuverhandlung jegliche Grundlage entzogen hatte, befand Mollath sich zu dem Zeitpunkt bereits seit drei Wochen in Freiheit (siehe vier Abschnitte weiter); dennoch forderte das Bundesverfassungsgericht eine erneute Entscheidung des OLG Bamberg, mit dem Zweck festzustellen, ab welchem Zeitpunkt Mollath zu Unrecht psychiatrisch untergebracht gewesen war. Das OLG Bamberg hingegen lehnte am 27. März 2014 eine erneute Entscheidung zur Sache ab (siehe fünf Abschnitte weiter), da diese mit der Durchführung des Wiederaufnahmeverfahrens mittlerweile „prozessual überholt“ und somit „gegenstandslos geworden“ sei, und erklärte den Fall „für erledigt“, ohne Entscheidungen aufzuheben. Strate legte dagegen am 26. April 2014 ein weiteres Mal Verfassungsbeschwerde ein.

### Wiederaufnahmeverfahren

#### Wiederaufnahmeantrag von Mollath durch Verteidiger Strate
Am 19. Februar 2013 stellte Gerhard Strate, der im Dezember 2012 (zusätzlich zur schon zuvor tätigen Rechtsanwältin Mollaths, Erika Lorenz-Löblein), ein Mandat im Fall Mollath angenommen hatte, als Erster einen Wiederaufnahmeantrag. Dieser stützte sich ausdrücklich nur auf altes Beweis- und Aktenmaterial. Er berief sich wegen des Revisionsberichts der Bank zwar auch auf den § 359 Nr. 5 StPO, argumentierte aber vorwiegend mit dem § 359 Nr. 3 StPO: Der Richter Otto Brixner habe Rechtsbeugungen begangen. Brixner habe den Pflichtverteidiger Mollaths nicht entlassen, obwohl dieser offenkundig als Belastungszeuge in Frage gekommen sei und daher in einem Interessenkonflikt gewesen sei. Brixner habe das Recht gebeugt, indem er eine Vielzahl diesbezüglicher Entlassungsanträge Mollaths, des Pflichtverteidigers selbst und auch der Staatsanwaltschaft abgelehnt, ignoriert oder nicht der zuständigen Stelle vorgelegt habe.
Strate wirft Brixner in dem Antrag außerdem vor, er habe die Gerichtsbesetzung eigenmächtig bestimmt, eine Anhörung des Angeklagten unterlassen und mit dem ihm vorliegenden Aktenmaterial eine mutwillige Verfälschung des Sachverhalts betrieben; dies seien weitere vorsätzliche Rechtsbeugungen gewesen. Strate berief sich (im Vorgriff auf ein mögliches Wiederaufnahmeverfahren) insbesondere auf einen Blogeintrag der ehemaligen Staatsanwältin Gabriele Wolff, wonach es hinsichtlich der Reifenstechereien zu Beweismanipulationen gekommen sei, ohne die höchstens noch das Beweismaß einer Vermutung erreicht sei. Neue Tatsachen neben dem Revisionsbericht seien außerdem, dass es bereits an einer Entscheidung über die Eröffnung des Hauptverfahrens gefehlt habe und dass die anfängliche Einweisung zur Untersuchung nicht den Vorgaben des Bundesverfassungsgerichts entsprochen habe; sie sei als verbotene Vernehmungsmethode zu bewerten.
Strate nahm in seinem Antrag an, ein Wiederaufnahmeantrag der Staatsanwaltschaft mit neuen Ermittlungsergebnissen stehe unmittelbar bevor und beide Anträge würden sich wechselseitig ergänzen. Der Nürnberger Generalstaatsanwalt Hasso Nerlich dementierte dies; ein eigener Wiederaufnahmeantrag werde lediglich geprüft. Nerlich hatte die Öffentlichkeitsarbeit in dem Verfahren kurz zuvor der mit dem Fall betrauten, ihm unterstellten Staatsanwaltschaft Regensburg entzogen; dies wurde in der Süddeutschen Zeitung kritisch kommentiert. Das Justizministerium kündigte im Rechtsausschuss am 7. März 2013 einen baldigen eigenen Wiederaufnahmeantrag der Staatsanwaltschaft an.
Am 1. Mai 2013 ergänzte Strate seinen Wiederaufnahmeantrag, unter anderem mit der Feststellung, die Sprechstundenhilfe in der Arztpraxis, aus der Petra M. die Verletzungen attestiert wurden, sei mit dem Bruder von Mollaths früherer Frau liiert.
Am 11. Juni warf Strate in Report Mainz der Justiz vor, den Fall hinauszuzögern. 
Der Gerichtssprecher des Landgerichts Regensburg (Johann Piendl) betonte im Interview mit Report Mainz, die Überprüfung des Falles könne noch dauern. Am 28. Juni nannte das Gericht den 19. Juli als Termin.
Am 24. Juni wies der Verfasser des Attests, Markus Reichel, die Behauptung Strates zurück, dieses sei möglicherweise nicht von ihm selbst, sondern von Mollaths Ex-Frau verfasst worden.
Nachdem das OLG Nürnberg Strates Beschwerde gegen die Untätigkeit des Gerichts abgelehnt hatte, legte dieser am 5. Juli die angekündigte Verfassungsbeschwerde ein. Am 6. Juli beantragte er, einen Richter wegen Befangenheit abzulehnen. Dieser hatte eine Eingabe von Edward Braun bei der Staatsanwaltschaft zu einem Wiederaufnahmeantrag verfälscht und ihm dafür Kosten über 60 Euro auferlegt mit der Begründung, Braun sei zur Wiederaufnahme nicht antragsberechtigt.
Am 11. Juli reichte Mollaths Ex-Frau über ihren Anwalt bei Staatsanwalt Nerlich das Original des Attests aus dem Jahr 2001 ein, das deutlich lesbar den Vermerk „i. V.“ vor der Unterschrift trug. Nerlich wandte sich daraufhin an das Gericht und argumentierte, man könne durch Vergleich erkennen, dass auch auf der 2006 eingereichten Zweitausfertigung ein „i. V.“ stehe, das bislang lediglich falsch als Teil des Namens interpretiert worden sei. Es handle sich juristisch gesehen nicht um ein unechtes Dokument.

#### Wiederaufnahmeantrag der Staatsanwaltschaft Regensburg
Schon am 13. Dezember 2012 hatte Justizministerin Beate Merk erklärt, sie werte den Anruf des Richters Brixner bei der Steuerfahndung als neue Tatsache und habe die Staatsanwaltschaft Regensburg angewiesen, die Wiederaufnahme des Verfahrens vor dem zuständigen Landgericht Regensburg in die Wege zu leiten. Die Antragseinreichung wurde dabei für die dritte Dezemberwoche in Aussicht gestellt. Dies geschah jedoch nicht; dann stellte Gerhard Strate den Wiederaufnahmeantrag. Erst am 18. März 2013 stellte auch die Staatsanwaltschaft Regensburg einen eigenen. Sie stützte diesen auf das vom Sohn unterschriebene Attest als unechte Urkunde i. S. d. § 359 Nr. 1 StPO und als „neue Tatsachen“ i. S. d. § 359 Nr. 5 StPO auf die Umstände der Ausstellung des Attests, die neu zu bewertende Glaubwürdigkeit der Ehefrau als Zeugin und die durch den Revisionsbericht als belegbare, im Urteil aber als „Wahnausweitung“ gewertete Angaben Mollaths über die Geldbewegungen bei der Bayerischen Hypo- und Vereinsbank. In einer Stellungnahme zum Wiederaufnahmeantrag der Verteidigung bezeichnete die Staatsanwaltschaft einige der dort erhobenen Vorwürfe der Rechtsbeugung als zutreffend.
Am 28. Mai 2013 vermerkte die Strafvollstreckungskammer, sie könne wegen der Komplexität des Falls die Erfolgsaussichten der Wiederaufnahmeanträge noch nicht hinreichend konkret einschätzen; der vorgebrachte Wiederaufnahmegrund der unechten Urkunde erscheine ihr nicht zwingend als zulässig; daher lehne sie eine Entscheidung über die Unterbrechung der Strafvollstreckung vorerst ab. Heribert Prantl, ein leitender SZ-Redakteur und Jurist, warf der Strafvollstreckungskammer daraufhin in einem Kommentar Justizversagen vor. Strafverteidiger Strate legte gegen die Nichtentscheidung bezüglich der Wiederaufnahmeanträge Beschwerde beim OLG Nürnberg ein und drohte mit Verfassungsbeschwerde. Als er damit erfolglos blieb, da das OLG Nürnberg vorläufig entschied, die sich verzögernde Prüfung des Landgerichts Regensburg weiter abzuwarten, legte Strate am 5. Juli die Verfassungsbeschwerde ein, die durch das spätere Urteil des OLG Nürnberg von August 2013 jedoch obsolet wurde.

#### Ablehnung der Wiederaufnahme durch das Landgericht Regensburg
Am 24. Juli 2013 lehnte das Landgericht Regensburg die Wiederaufnahmeanträge als unzulässig ab.
Das Gericht betonte, es sei ausschließlich um die Frage gegangen, ob das Verfahren gegen Mollath, das durch das Urteil rechtskräftig abgeschlossen wurde, im Rahmen eines Wiederaufnahmeverfahrens erneut durchzuführen sei. Fragen der Verhältnismäßigkeit oder der bestehenden oder nicht mehr bestehenden Gefährlichkeit seien bei der Prüfung außer Betracht geblieben; dies prüfe die zuständige Vollstreckungskammer in Bayreuth.
Mollaths Anwalt Gerhard Strate und die bayerische Justizministerin kündigten am gleichen Tag eine Beschwerde gegen die Entscheidung beim Oberlandesgericht Nürnberg an.

#### Anordnung der Wiederaufnahme durch das Oberlandesgericht Nürnberg und Freilassung
Am 6. August 2013 ordnete das Oberlandesgericht Nürnberg auf Beschwerde der Staatsanwaltschaft und der Verteidigung hin die Wiederaufnahme des Verfahrens sowie Mollaths sofortige Freilassung an. Der 1. Strafsenat wertete das Attest, in dem Verletzungen der Ehefrau Mollaths attestiert wurden, als „unechte Urkunde“, was gemäß § 359 Nr. 1 StPO ein Wiederaufnahmegrund ist. Damit war die Rechtskraft des im Jahr 2006 ergangenen Urteils des LG Regensburg und folglich die Rechtsgrundlage für Mollaths Unterbringung entfallen. Begründet wurde die Entscheidung des OLG Nürnberg damit, dass in dem Attest der Name der Praxisinhaberin in Briefkopf und Praxisstempel genannt werde, obwohl sie Mollaths Ehefrau nicht selbst behandelt habe. Das Gericht sei damals davon ausgegangen, das Attest stamme von einer erfahrenen Ärztin, nicht von deren Sohn. Das OLG lässt nicht gelten, dass es im geschäftlichen Verkehr zulässig sei, wenn ein Vertreter mit den Namen des Vertretenen unterschreibt. Bei einem Attest gehe es um „höchstpersönliche Wahrnehmungen“ eines Arztes; hier gebe es keine zulässige Stellvertretung. Da das Attest eine große Bedeutung im ersten Prozess gehabt habe, liege ein Wiederaufnahmegrund vor. Zur Auffassung des Landgerichts, bei starker Vergrößerung der Urkunde sei das Kürzel „i. V.“ erkennbar, entgegnete das OLG, in Originalgröße sei das „i. V.“ nicht zu erkennen (weder für den Senat noch für die Verfahrensbeteiligten im Ausgangsverfahren).
Das OLG Nürnberg reichte den Fall an eine weitere, neue Kammer des Landgerichts Regensburg weiter. Diese arbeitete sich in das Verfahren neu ein und ermittelte zu den Vorwürfen. Mollath verließ am frühen Abend des 6. August die psychiatrische Unterbringung.
Mollath äußerte, er erhoffe sich von dem Wiederaufnahmeverfahren „eine vollständige Rehabilitierung“. Er kritisierte in einem Interview mit der SZ, Justizministerin Beate Merk tue so, als habe er ihr die Wiederaufnahme seines Falles zu verdanken. Am 26. August 2013 veröffentlichte Mollaths Verteidiger Strate sämtliche ihm vorliegenden und seinen Mandanten betreffenden psychiatrischen Gutachten auf seiner Homepage. Strate schrieb dazu einleitend: „Angesichts der neu einsetzenden Diskussion um die Rolle der Psychiatrie, […], aber auch zur Aufhellung der Verantwortlichkeiten im Umgang mit Gustl Mollath erscheint uns ein Höchstmaß an Transparenz angebracht“.
Das LG Regensburg teilte im Dezember 2013 mit, das Wiederaufnahmeverfahren gegen Mollath werde am 7. Juli 2014 beginnen; es seien 15 Termine bis zum 14. August 2014 in der 6. Strafkammer des LG Regensburg angesetzt.

### Ablehnung der abschließenden Überprüfung der Zwangsunterbringung durch das OLG Bamberg und dritte Verfassungsbeschwerde
Auf das Urteil des Bundesverfassungsgerichts vom 5. September 2013, das auch nach Mollaths Entlassung aus anderen Gründen vom OLG Bamberg eine bessere Abwägung von Grundrechten und vermeintlicher Gefahr und eine Überprüfung der Notwendigkeit einer psychiatrischen Unterbringung bzw. von Alternativen gefordert hatte, reagierte das OLG, indem es die Überprüfung am 24. März 2014 wegen der zwischenzeitlichen Entlassung als „prozessual überholt“ und „für erledigt“ erklärte, anstatt eine erneute Überprüfung und folglich Korrektur bzw. Aufhebung der früheren Beschlüsse von Landgericht Bayreuth und Oberlandesgericht Bamberg vorzunehmen, womit festgestellt wäre, wie lange Mollath zu Unrecht zwangsuntergebracht gewesen war. Nach erfolglosem Widerspruch gegen die Einstellung legte Strate am 26. April 2014 Verfassungsbeschwerde gegen den Beschluss des OLG Bamberg vom 24. März 2014 ein, nach der ursprünglichen Beschwerde gegen die Entscheidung des OLG Bamberg und der zwischenzeitlichen Beschwerde gegen das OLG Nürnberg die dritte Verfassungsbeschwerde.

### Wiederaufnahme des Verfahrens und Urteil
Am 7. Juli 2014 begann vor dem Landgericht Regensburg unter der Vorsitzenden Richterin Elke Escher die erneute erstinstanzliche Hauptverhandlung; sie war auf 17 Verhandlungstage angesetzt und zu Beginn waren 41 Zeugen geladen. Die Nebenklägerin Petra M., Mollaths Exfrau, blieb unter Hinweis auf ihr Zeugnisverweigerungsrecht der Verhandlung fern.
Mollaths Anwalt Strate beantragte, „die Bestellung von Professor Norbert Nedopil als Gutachter zurückzunehmen“. Sein Mandant werde nicht in Anwesenheit des Gutachters, dem Mollath die Begutachtung verweigert hatte, aussagen. Nedopil erstellte daher aufgrund der Aktenlage und seiner Beobachtungen eine psychiatrische Stellungnahme. Ohne die Möglichkeit zur Begutachtung sei der Erkenntnisgewinn jedoch gering. Er halte daher auch die Diagnosen der vorangegangenen Gutachten zwar für weitgehend nachvollziehbar, jedoch teilweise für unsicher. Derzeit sei eine Persönlichkeitsstörung ebenso wie eine wahnhafte Störung zur Zeit der Ehekrise nicht sicher zu begründen, aber auch nicht auszuschließen. Aus seiner Sicht sei eine Gefährlichkeit des Angeklagten nicht nachzuweisen und eine Unterbringung nach § 63 StGB daher nicht angebracht.
Mollaths ehemaliger Pflichtverteidiger Dolmany bekundete als Zeuge, er sei von Mollath eingeschüchtert und bedroht worden.
Edward Braun schilderte vor Gericht detailliert (basierend auf Telefonnotizen, die er damals angefertigt und in eine Agenda übertragen habe), wie Mollaths Frau ihm gegenüber angekündigt habe, Mollath „fertigzumachen“ und ihn mittels ihrer Beziehungen in die Psychiatrie zu bringen, wenn er sie und die Bank anzeige. Die erwähnten Notizen selbst konnte Braun nicht vorlegen; seine noch existierenden Einträge gaben bedeutende Teile seiner detaillierten Aussage nicht wieder. Bezüglich des Schwarzgelds und der Kurierfahrten in die Schweiz räumte er vor Gericht ein, es sei „durchaus möglich, dass meine Aussage vor dem Fernsehteam nicht korrekt ist“. Dies sei „das Drehbuch“ und ein „bissel Folklore“ gewesen. Diese Aussage, auf die er vereidigt wurde, wertete das Amtsgericht Regensburg als unwahr und verurteilte Braun Anfang April 2017 rechtskräftig wegen Meineids zu einer Freiheitsstrafe von 14 Monaten auf Bewährung.
Eine Zeugin gab an, ihr gegenüber habe Mollaths Frau geäußert, sie werde von Mollath regelmäßig geschlagen. Als sich einmal Mollaths Frau zu ihr flüchtete, sei auch sie selbst von Mollath misshandelt worden. Als Petra M. Mollath heiraten wollte, habe sie den Kontakt abgebrochen.
Der als Zeuge geladene Richter a. D. Otto Brixner räumte Fehler in seinem Urteil von 2006 ein. Er sagte aus, sich an den Fall nicht gut zu erinnern, und behauptete, er habe seine persönlichen Aufzeichnungen im Zuge seiner Pensionierung vernichten lassen.
Am 23. Juli legten Mollaths Anwälte Gerhard Strate und Johannes Rauwald ihr Mandat nieder. Das Gericht bestellte sie am selben Tag als Pflichtverteidiger. Zuvor hatte ein Gutachter die Reifenstechereien für nicht beweisbar und die Reifenschäden für nicht gefährlich erklärt und das Attest, das die Misshandlungen Mollaths an seiner Frau dokumentieren sollte, war von einem Gutachter als defizitär und den Standards nicht entsprechend gerügt worden. So sei die Farbe der Hämatome und Würgemale nicht dokumentiert; auch seien keine Fotos der Verletzungen gemacht worden. Zudem hatten sich Widersprüche in den Beschreibungen der Verletzungen ergeben. Nach weiteren Auseinandersetzungen mit Mollath bat Strate um seine Entpflichtung. Mollath hatte behauptet, er habe bislang keine Zeit gehabt, weitere Beweisanträge mit seinen Verteidigern durchzusprechen. Strate wies diese Darstellung zurück. Mollath wollte sich mit einem Freispruch mangels Beweisen nicht zufriedengeben. So forderte er, dass das Gericht Mitarbeiter der Bayerischen Hypo- und Vereinsbank sowie von verschiedenen Schweizer Banken laden möge. So sollte aufgeklärt werden, ob er aufgrund eines Komplotts in der Psychiatrie landete. Strate habe ihm erklärt, warum seine 30 Anträge „Mist“ seien. Das Gericht lehnte die Entpflichtung ab, da ein ernsthaft gestörtes Vertrauensverhältnis nicht gegeben sei.
Am 8. August plädierten der Staatsanwalt und die Verteidigung. Mollath selbst verlas eine allein verfasste Erklärung – seine Anwälte hatten es abgelehnt, ihn bei deren Erstellung zu unterstützen. Er bekräftige seine Auffassung einer großangelegten Verschwörung, die bis in höchste Kreise der bayerischen Politik führe, von der es „unglaubliche Einflussnahmen“ gegeben habe. Er stellte zahlreiche Beweisanträge, die vom Gericht als unbegründet zurückgewiesen wurden. Bezüglich der Entgegennahmen zahlreicher Strafanzeigen gegen Verfahrensbeteiligte (Zeugen, Gutachter und Richter) erklärte sich das Gericht für nicht zuständig.
Am 14. August 2014 wurde Mollath freigesprochen; ihm wurde eine Entschädigung für seine Zwangsunterbringung in der Psychiatrie zugesprochen. Das Gericht sah es als erwiesen an, dass Mollath seine damalige Frau im Jahr 2001 körperlich schwer misshandelt, sogar gewürgt habe. Die Vorsitzende Richterin Elke Escher wies ausdrücklich darauf hin, dass insbesondere das Würgen bis zur Bewusstlosigkeit potenziell lebensgefährdend sei. Laut Urteil sei jedoch nicht sicher, „ob der Angeklagte im Zustand der Schuldunfähigkeit handelte oder nicht“. Mollaths verminderte Schuldfähigkeit zur Tatzeit sei durchaus möglich. Die Annahme, dass bei Mollath damals eine „wahnhafte Störung“ vorgelegen habe, liege nicht fern. Zugunsten des Angeklagten sei daher von einer „Steuerungsunfähigkeit“ auszugehen. Das Gericht sah keine Hinweise für eine Geisteskrankheit. Die Vorsitzende Richterin Elke Escher stellte fest, dass Mollath zu Unrecht in der Psychiatrie zwangsuntergebracht worden sei. In den Anklagepunkten der Freiheitsberaubung am 31. Mai 2002 und des Zerstechens Dutzender Autoreifen sprach ihn das Gericht frei, da kein Tatnachweis geführt werden konnte. Mollaths Ansicht, seine Frau und weitere Verschwörer hätten ihn in die Psychiatrie bringen wollen, um ihn an der Veröffentlichung von Informationen über eine Schwarzgeldaffäre zu hindern, hielt das Gericht für „fragwürdig“; Mollath habe „die Vorwürfe erst nach der Trennung öffentlich gemacht“. Einen besonderen Belastungseifer von Petra Mollath gegenüber ihrem Mann konnte das Gericht nicht erkennen.
Mollath legte, vertreten durch den Münchner Rechtsanwalt Adam Ahmed, Revision gegen den Freispruch ein. Anlass waren die im Urteil enthaltenen Feststellungen, Mollath habe Gewalt gegen seine frühere Frau verübt. Mit Beschluss vom 14. Oktober 2015 verwarf der 1. Strafsenat des Bundesgerichtshofs die Revision, weil Mollath durch das freisprechende Urteil nicht beschwert sei. Mollath entstehe dadurch kein unmittelbarer Nachteil.

### Schadensersatzforderung Mollaths
Im Februar 2018 lehnte Mollath ein Schadensersatzangebot des Freistaats Bayern in Höhe von 170.000 Euro als zu gering ab. Er verwies dabei auf einen Nettoverdienstausfall von 90 Monaten, Schmerzensgeld und den Verlust seines Nürnberger Hauses. Nach einer Mitteilung des bayerischen Justizministeriums, es sei „bis an die Grenzen des rechtlich Möglichen“ gegangen, kündigte Mollath an, den Freistaat vor dem Landgericht München I auf Schadensersatz in Höhe von 2,1 Millionen Euro zu verklagen. Wäre die Klage gescheitert, hätte Mollath die Prozesskosten tragen müssen, die die bis dahin an ihn gezahlte Entschädigung überstiegen hätten. Tatsächlich verklagte Mollath schließlich den Freistaat Bayern auf Schadensersatz und immaterielle Entschädigung aus Amtshaftung beginnend ab dem Jahr 2003 in Höhe von 1.779.200 Euro, da er insgesamt 2747 Tage in verschiedenen psychiatrischen Einrichtungen gesessen habe. Bei einem Termin am 20. März 2019 vor dem Landgericht München I (Az. 15 O 4267/18) wurden die Erfolgsaussichten von dem Vorsitzenden Richter Frank Tholl als überwiegend positiv bewertet. In einem gerichtlichen Vergleich verpflichtete sich der Freistaat Bayern daraufhin am 12. November 2019 ohne Anerkennung einer Rechtspflicht, an Mollath 600.000 Euro zu bezahlen.

### Originaldokumente
- gustl-for-help.de – Unterstützerseite für Gustl Mollath (mit Chronologie, Originaldokumenten und Videorubrik, seit 2014 nicht mehr aktualisiert)
- Dokumente zum Verfahren gegen Gustl Mollath auf der Website von Mollaths Anwalt Gerhard Strate
- Bayerischer Landtag: 16. Wahlperiode: Drucksache 16/17741 (Memento vom 19. Februar 2014 im Internet Archive). 10. Juli 2013 (Schlussbericht des Untersuchungsausschusses Fall Mollath – PDF, 146 Seiten; 949 kB)

### Chronologien
- Der Fall Gustl Mollath (Memento vom 23. März 2013 im Internet Archive). Umfangreiches Dossier des Bayerischen Rundfunks.
- Olaf Przybilla, Uwe Ritzer: Chronologie zum Fall Gustl Mollath – Schwierige Suche nach der Wahrheit. In: Süddeutsche Zeitung online. Stand: 6. August 2013 (Anmeldung erforderlich).
- ABC–Index. In: gustl-glossar.de. Archiviert vom Original (nicht mehr online verfügbar) am 11. Oktober 2014.
- eine kritische Rekonstruktion der Ereignisse unter www.ansTageslicht.de/Mollath
- Henning Ernst Müller: Fall Mollath – Einige Anmerkungen zur schriftlichen Urteilsbegründung des LG Regensburg. In: Beck-Blog. 20. November 2014.

### Fernsehberichte
- Das komplette Interview mit der bayerischen Justizministerin Beate Merk zum Fall Gustl Mollath/Bayerische Hypo- und Vereinsbank, Report Mainz (ARD) vom 13. November 2012
- Video  Merk im ZDF Morgenmagazin (28. November 2012) in der ZDFmediathek, abgerufen am 26. Januar 2014. (offline)
- Report Mainz: Berichte 13. Dezember 2011,[23] 13. November 2012,[37] 3. Juni 2013[4]

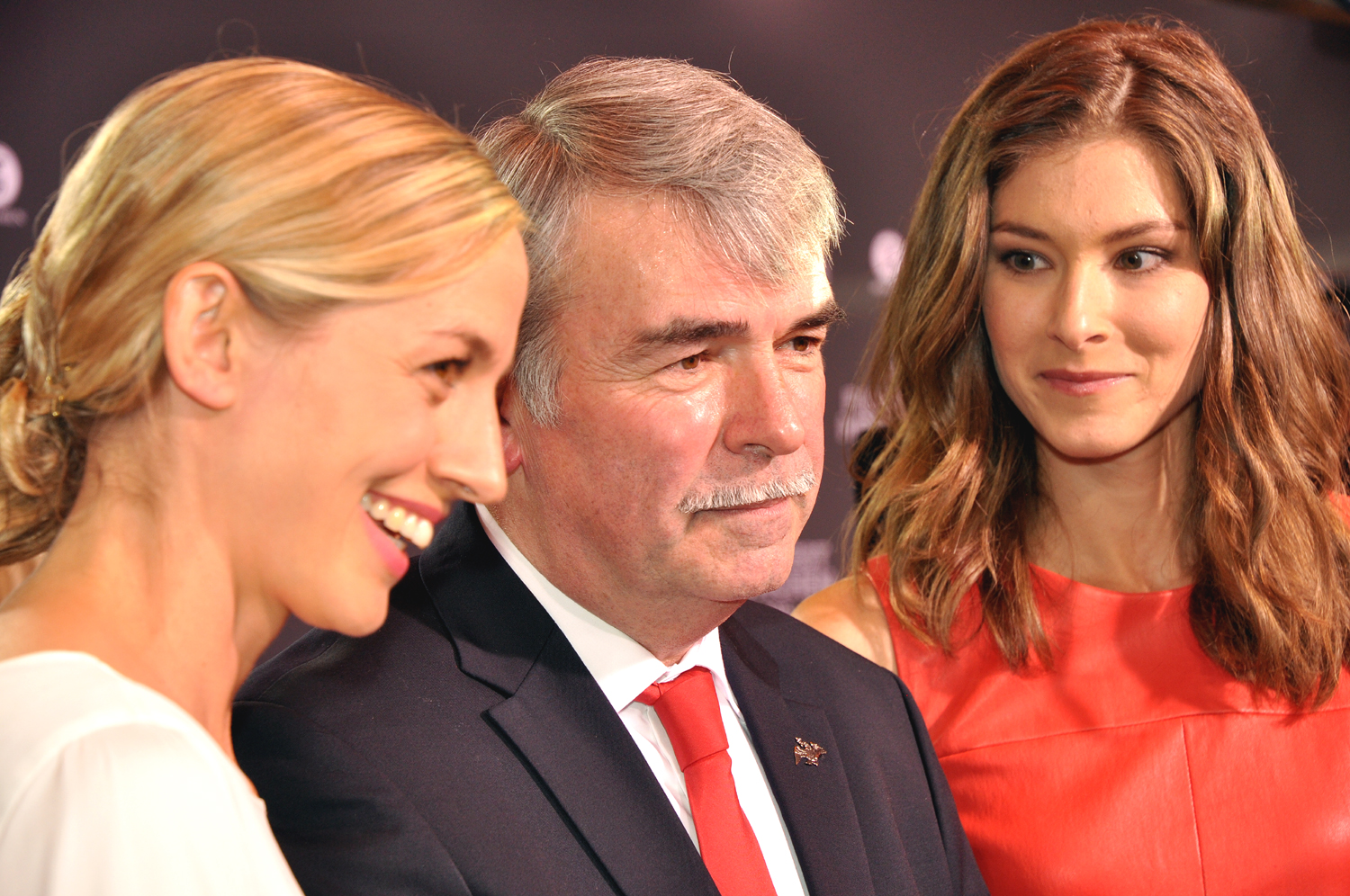
Gustl Mollath mit den Dokumentarfilmerinnen Leonie Stade (rechts) und Annika Blendl 2015 anlässlich der Vorstellung des Films Und plötzlich bist du verrückt in München

- Gustl Ferdinand Mollath bei IMDb

### Hörfunkberichte
- BR alpha: Tagesgespräch Mollath (MP3; 51,1 MB) vom 30. November 2012
- Michael Watzke: Ein bayrischer Krimi – Der Fall Gustl Mollath. In: Deutschlandradio Kultur. 5. April 2013
- Michael Watzke: Der Fall Gustl Mollath – Eine haarsträubende Justizgeschichte aus Bayern. In: Deutschlandfunk – Hintergrund, 22. April 2013
- Wolfgang Heim im Interview mit Gustl Mollath – Freigelassener Zwangspsychiatrie-Patient in SWR1-Leute vom 28. August 2013
- Wolfgang Heims zweites Interview mit Gustl Mollath – Ex-Psychiatriepatient und Justizopfer in SWR1-Leute vom 22. August 2014

### Adaptionen, Belletristik und Verfilmungen
- Das Kriminalhörspiel Grauzone (Erstausstrahlung September 2014) des Südwestrundfunks aus der ARD-Reihe Radio-Tatort nimmt einige Elemente des Falles Mollath in die Handlung auf.
- Dokumentarfilm Mollath – „und plötzlich bist du verrückt“, Regie Leonie Stade und Annika Blendl, in Zusammenarbeit mit dem Bayerischen Rundfunk, Premiere beim Filmfest München 2015, Kinostart am 9. Juli 2015.[271]
- Der TV-Krimi Polizeiruf 110: Sumpfgebiete (Erstausstrahlung 27. November 2016) enthält Handlungselemente aus dem Fall Mollath.
- Der Fernsehfilm Gefangen – Der Fall K., Regie Hans Steinbichler (Erstausstrahlung 23. Februar 2018 auf arte), ist inspiriert vom Fall Mollath.[272] Darin spielt Jan-Josef Liefers die Hauptfigur, die dort den Namen Sebastian „Wastl“ Kronach trägt.[273]